# Ligne de Dijon-Ville à Vallorbe (frontière)
La ligne de Dijon à Vallorbe (frontière) est une ligne ferroviaire française électrifiée à écartement standard des régions Bourgogne et Franche-Comté. Elle constitue la ligne 850 000 du réseau ferré national. Longue d'environ cent-cinquante kilomètres, cette ligne peut se décomposer en deux sections de ligne. La section de Dijon-Ville à Dole-Ville est longue d'environ quarante-cinq kilomètres, tandis que la section de Dole à Vallorbe (gare commutable suisse située à 2 km après la frontière) est longue d'environ une centaine de kilomètres.
Elle était autrefois empruntée par le Simplon-Orient-Express et plus tard par le TEE Cisalpin. Elle était également empruntée par les TGV Paris – Berne. Elle est empruntée en 2014 par les relations TER Dijon – Dole (puis direction Besançon et Belfort), ou de Dole vers Andelot (à Andelot, bifurcation vers Champagnole – Morez – Saint-Claude) et Pontarlier, ainsi que par les TGV des relations Paris – Besançon (section de Dijon à Dole), et les TGV Lyria (anciennement « Ligne de Cœur »), des relations internationales Paris – Lausanne (sections Dijon – Dole et Dole – Vallorbe). Le segment de ligne à double voie d'Arc-et-Senans à Mouchard reçoit en plus les circulations de l'axe Strasbourg – Lyon via Besançon et Lons-le-Saunier.

## Histoire
Le 26 juin 1846, une loi autorise la concession du chemin de fer « de Dijon à Mulhouse, avec embranchements d'Auxonne sur Gray, et de Dole sur Salins ». La section de Dijon à Mouchard fait partie de cet ensemble.
Deux décrets du 12 février 1852 autorisent la concession directe des chemins de fer « de Dijon à Besançon » et « de Dole à Salins »,. La ligne de Dijon à Besançon est concédée à la même date par une convention signée avec le ministre des Travaux publics à un groupe d'entrepreneures qui constituent la Compagnie du chemin de fer de Dijon à Besançon. Cette convention est approuvée par décret le jour même. Le chemin de fer de Dole à Salins est concédé, toujours le 12 février 1852, aux anciennes salines nationales de l'Est par une convention signée par le ministre des Travaux publics. Cette convention est, elle aussi, approuvée à la même date.
La Compagnie du chemin de fer de Paris à Lyon rachète l'ensemble des concessions de la Compagnie du chemin de fer de Dijon à Besançon. Ce rachat est approuvé par un décret impérial le 20 avril 1854.
La Compagnie du chemin de fer de Paris à Lyon rachète la concession de la ligne de Dole à Salins à la société des anciennes salines nationales de l'Est par une convention signée le 10 août 1855. Ce rachat est approuvé par un décret impérial le 5 avril 1856.
À la suite de la déconfiture financière de la Compagnie du chemin de fer Grand-Central de France, son démantèlement est organisé en 1857 au profit de la Compagnie du chemin de fer de Paris à Orléans et de la constitution de la Compagnie des chemins de fer de Paris à Lyon et à la Méditerranée. Cette dernière compagnie se voit octroyer, entre autres, la concession à titre définitif d'une ligne « d'un point à déterminer de la ligne de Dole à Salins à la frontière suisse, ledit chemin passant par ou près Pontarlier, et aboutissant à ou près Les Verrières, avec embranchement sur Jougne » (le tronçon de Mouchard à Frasne fait partie de cet itinéraire) lors de sa création par la convention signée le 11 avril 1857 entre le ministre des Travaux publics et les Compagnie du chemin de fer de Paris à Lyon et Compagnie du chemin de fer de Lyon à la Méditerranée. Cette convention est approuvée par décret le 19 juin 1857.
La section entre Frasne et Vallorbe est concédée à titre éventuel à la Compagnie des chemins de fer de Paris à Lyon et à la Méditerranée par une convention signée entre la compagnie et le ministre des Travaux publics le 9 juillet 1909. Cette convention, ainsi que la convention internationale entre la France et la Suisse signée le 18 juin 1909 pour la construction et l'exploitation du tronçon frontalier sont approuvées en France par une loi le 28 décembre 1909. La ligne est déclarée d'utilité publique par une loi le 20 janvier 1910.

## Tracé

### Section de Dijon-Dole

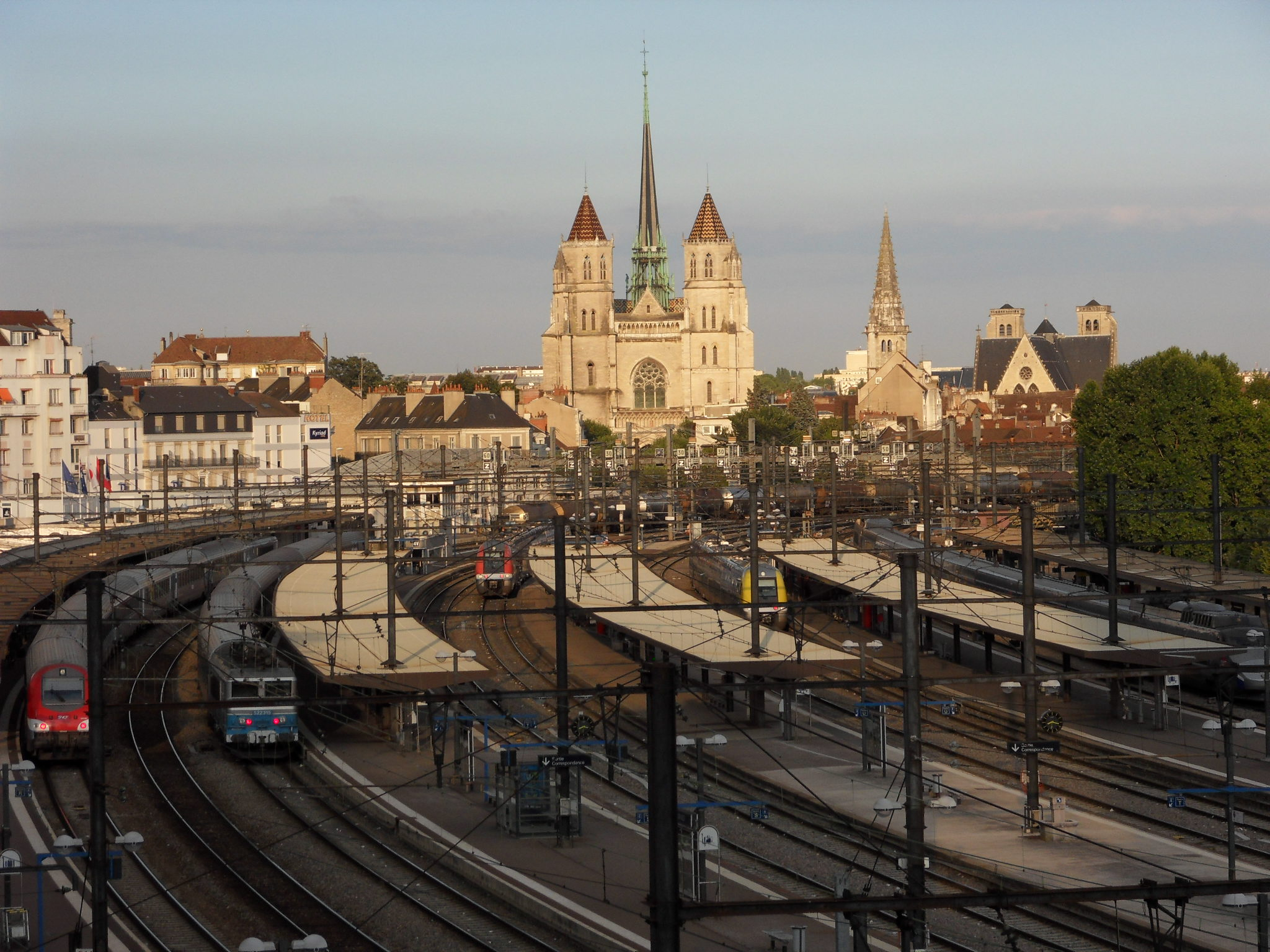
La gare de Dijon-Ville, vue côté voies et la cathédrale Saint-Bénigne.

Cette section de ligne prend son origine à la bifurcation du km 318.00, située approximativement sur le pont ferroviaire de l'Ouche à environ trois kilomètres de la gare de Dijon-Ville. La direction de gauche donnée par cette bifurcation dirige les circulations vers Is-sur-Tille et Culmont - Chalindrey, tandis que la direction de droite dirige les circulations sur la section de ligne de Dijon à Dole. La ligne traverse les localités de Neuilly-lès-Dijon, Magny-sur-Tille, Fauverney, Genlis, Collonges-lès-Premières, Villers-les-Pots, Auxonne, où elle franchit la Saône, Villers-Rotin, Champvans où elle pénètre dans le tunnel de Champvans long de 831 mètres, franchit la bifurcation en talon donnant la direction de Tavaux-embranchement Solvay, (embryon subsistant de l'ancienne ligne de Dole à Chagny), avant d'arriver en gare de Dole-Ville.
Le desserte voyageurs TER, assurée par la région de Franche-Comté ne concerne plus que les gares intermédiaires de Genlis, Collonges et Auxonne.
Cette section de ligne, à double voie électrifiée en 1 500 volts avec une section de séparation 1,5 kV continu/courant alternatif 25 kV 50 Hz située à proximité de la tête côté Dole du tunnel de Champvans, avant la bifurcation de la ligne de Tavaux, supporte environ une centaine de circulations par vingt-quatre heures, dont plus de la moitié sont des circulations voyageurs ; TER (vers Besançon, Belfort, ou Mouchard, Andelot, Champagnole, Saint-Claude), ou TGV vers Besançon ou la Suisse. La vitesse maximale autorisée est de 160 km/h, sur presque la totalité du parcours, hormis le franchissement sur le pont de la Saône et la courbe serrée qui l'accompagne, ainsi qu'aux abords du tunnel de Champvans où elle est abaissée à 140 km/h.
La section de ligne est équipée d'une signalisation lumineuse. L'espacement des trains est assuré par le BAL mis en service en 1976 en remplacement d'un block manuel unifié SNCF. Elle comporte une voie principale d'évitement, pour chaque sens de circulation (voie 1 bis et voie 2 bis), située en gare de Genlis, soit à mi-distance du parcours Dijon-Dole. À l'occasion de la mise en service du BAL, la ligne a été équipée d'installation permanente de contre-sens, comprenant les changements de voie de Longvic-Port-Sec, Genlis, Villers-les-Pots, Champvans-les-Dole et Dole (bifur vers Tavaux). Les points de changements de voie, de Genlis et Villers-les-Pots (et bifurcation vers Gray), de type PRS, sont normalement télécommandés par le poste de commandement de Dijon avec possibilité de reprise en commande locale : Le PRS de Genlis, par Genlis et le PRS de Villers-les-Pots par la gare d'Auxonne. Le point de changement de Longvic-Port-Sec est télécommandé depuis le poste de Perrigny poste 1 (avec possibilité de reprise en commande locale) et les points de changement de voie de Champvans-les-Dole et Dole (bifur vers Tavaux) sont commandés par le poste 1 de Dole de type EMU.

Section Dijon-Dole
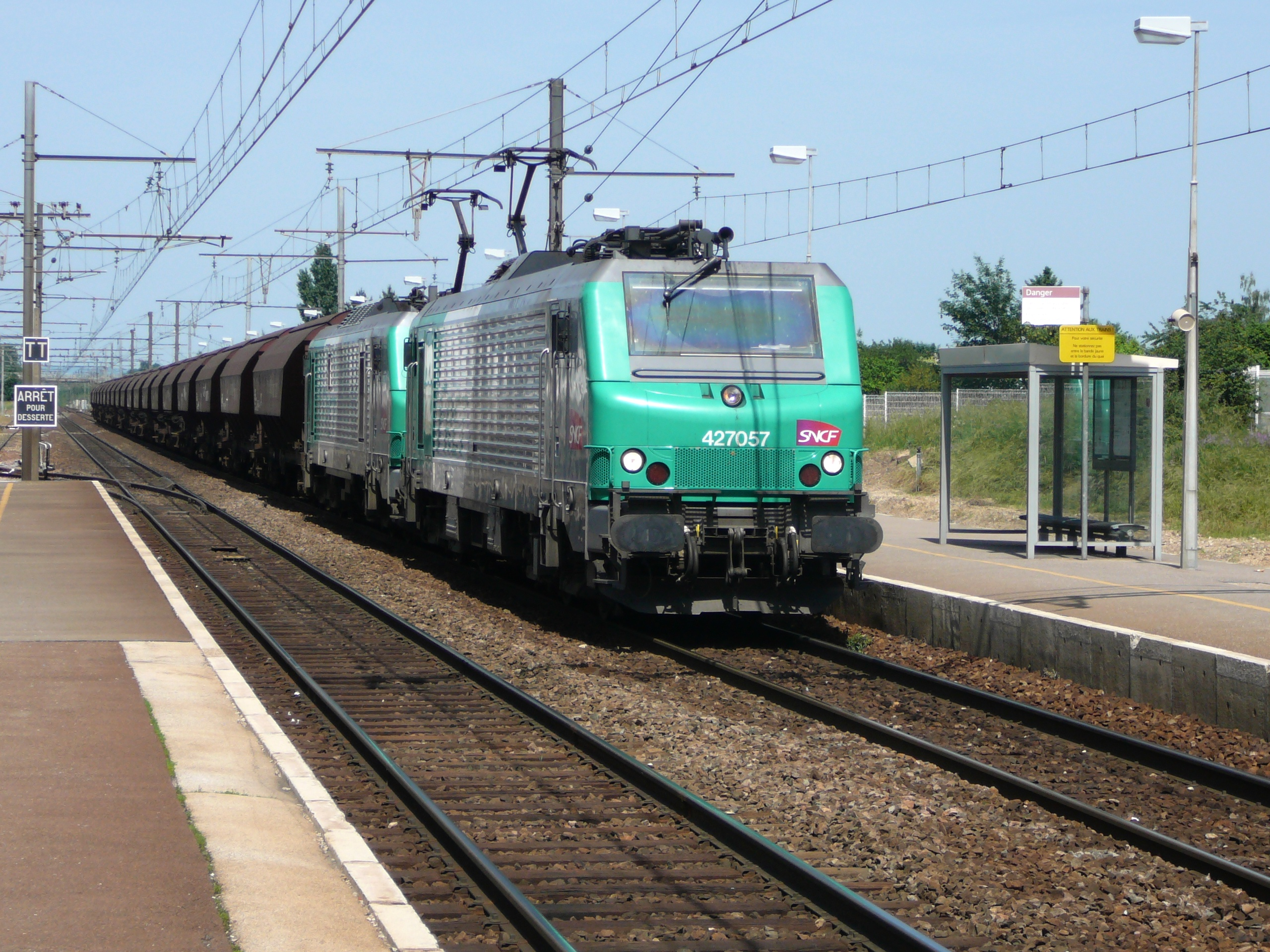
Un train de fret provenant de Dijon en gare de Genlis.
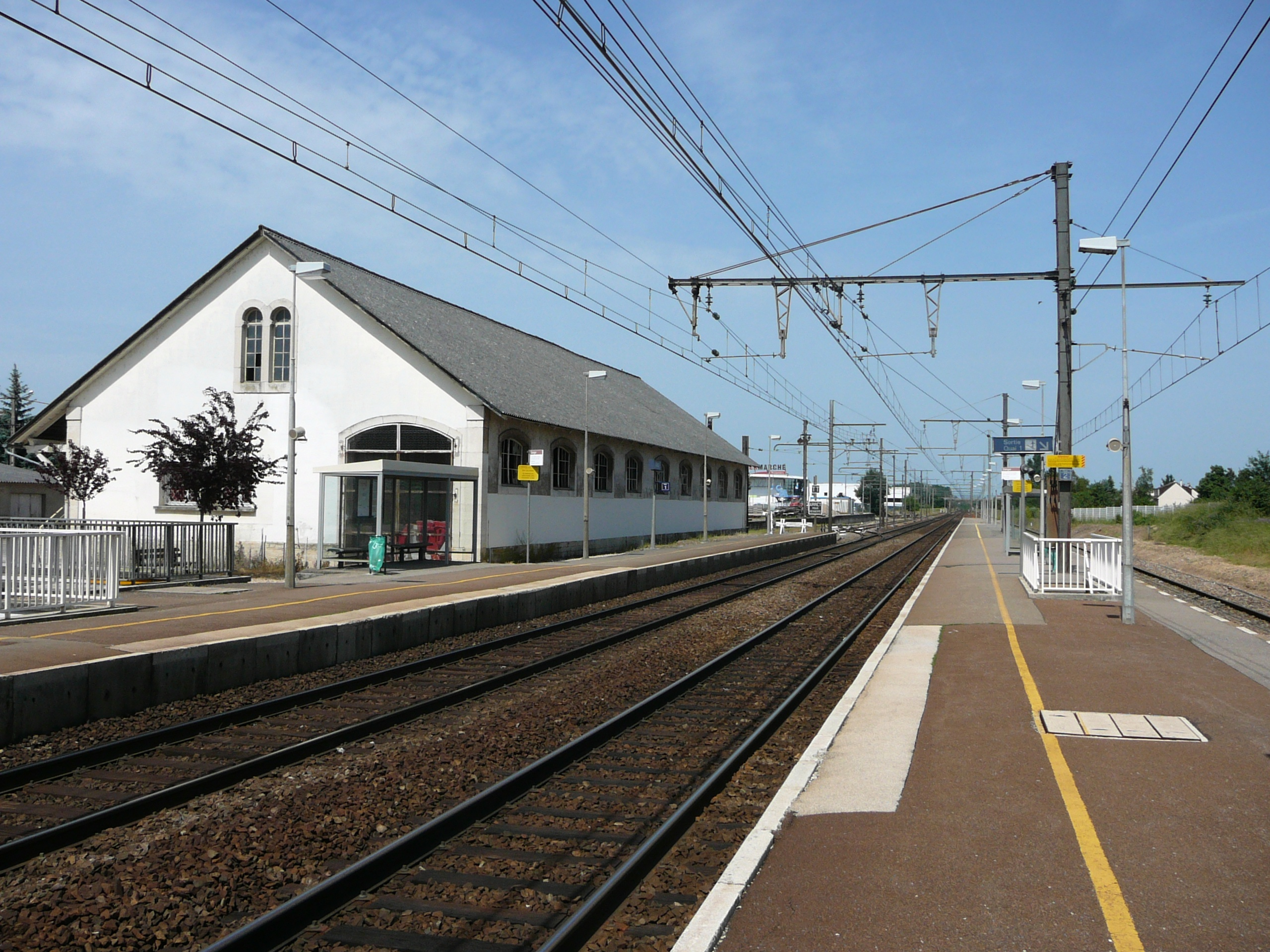
La gare de Genlis vue vers Dijon.
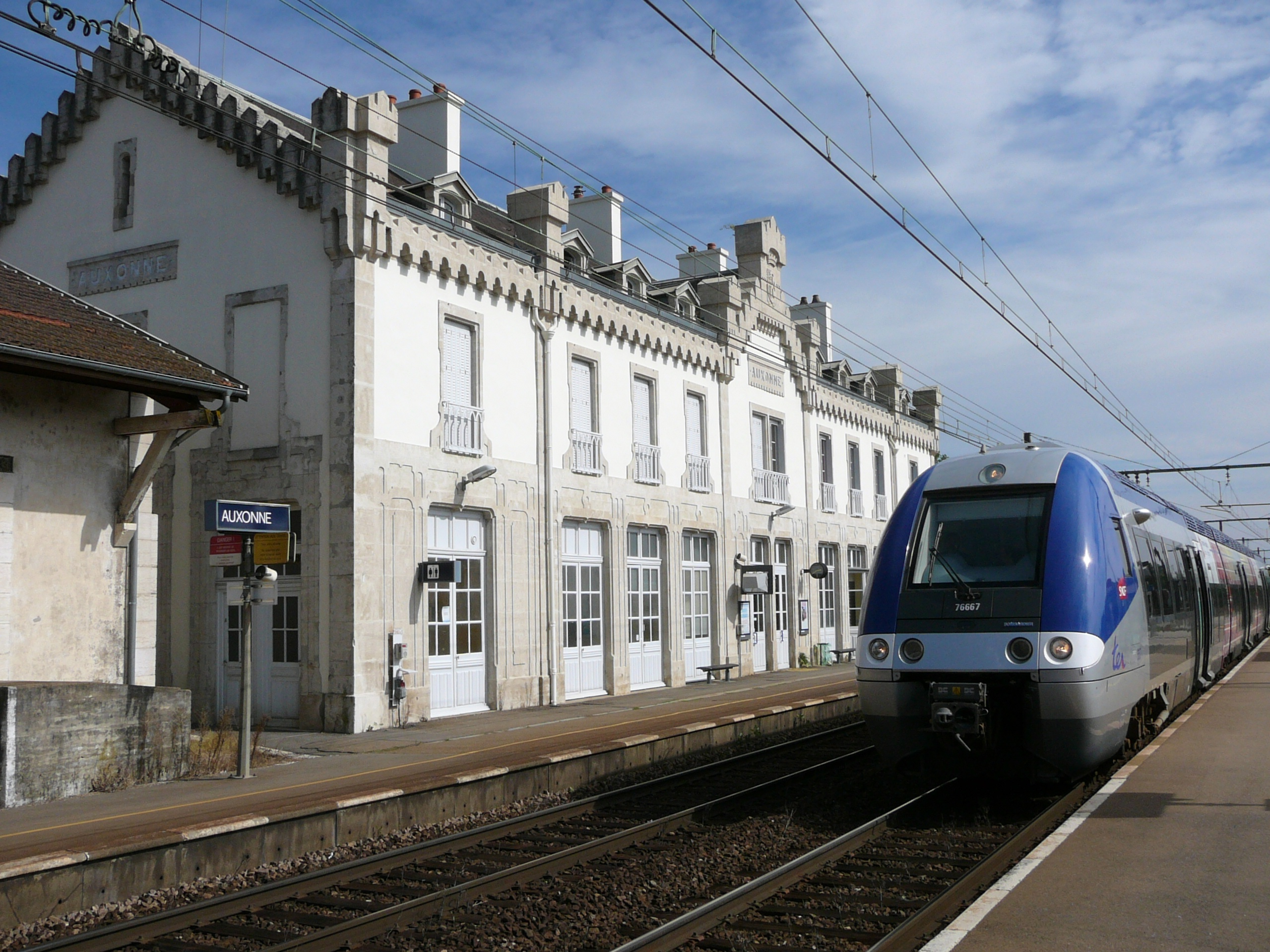
Un TER en gare d'Auxonne.
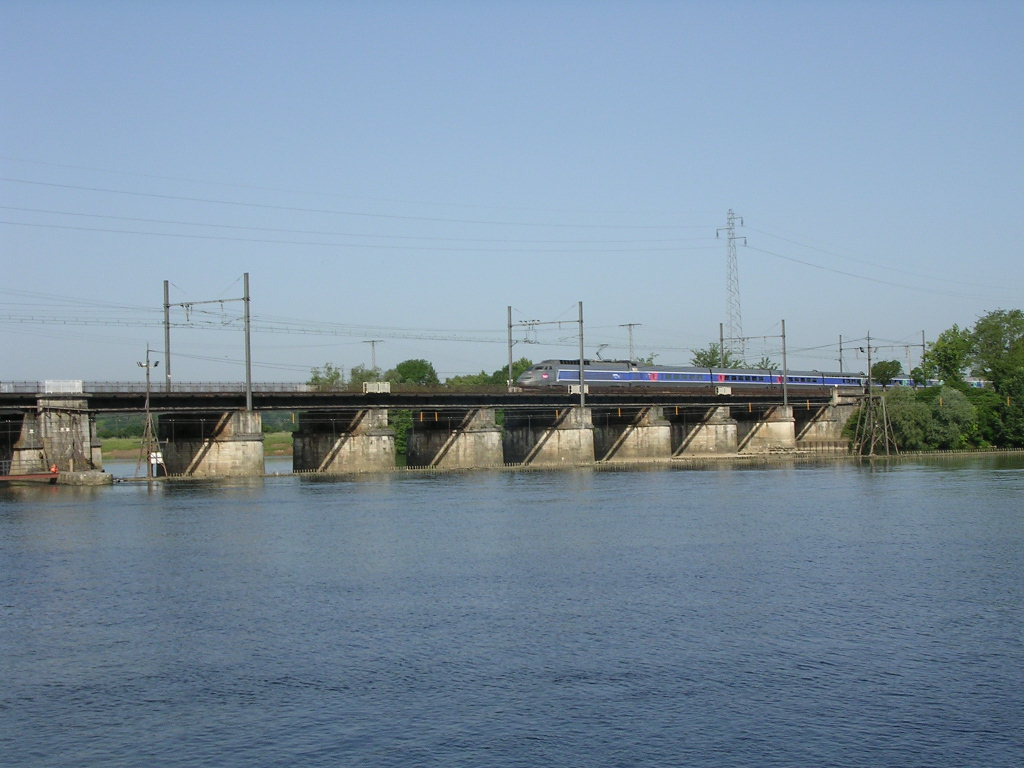
Un TGV sur le pont de la Saône à Auxonne.
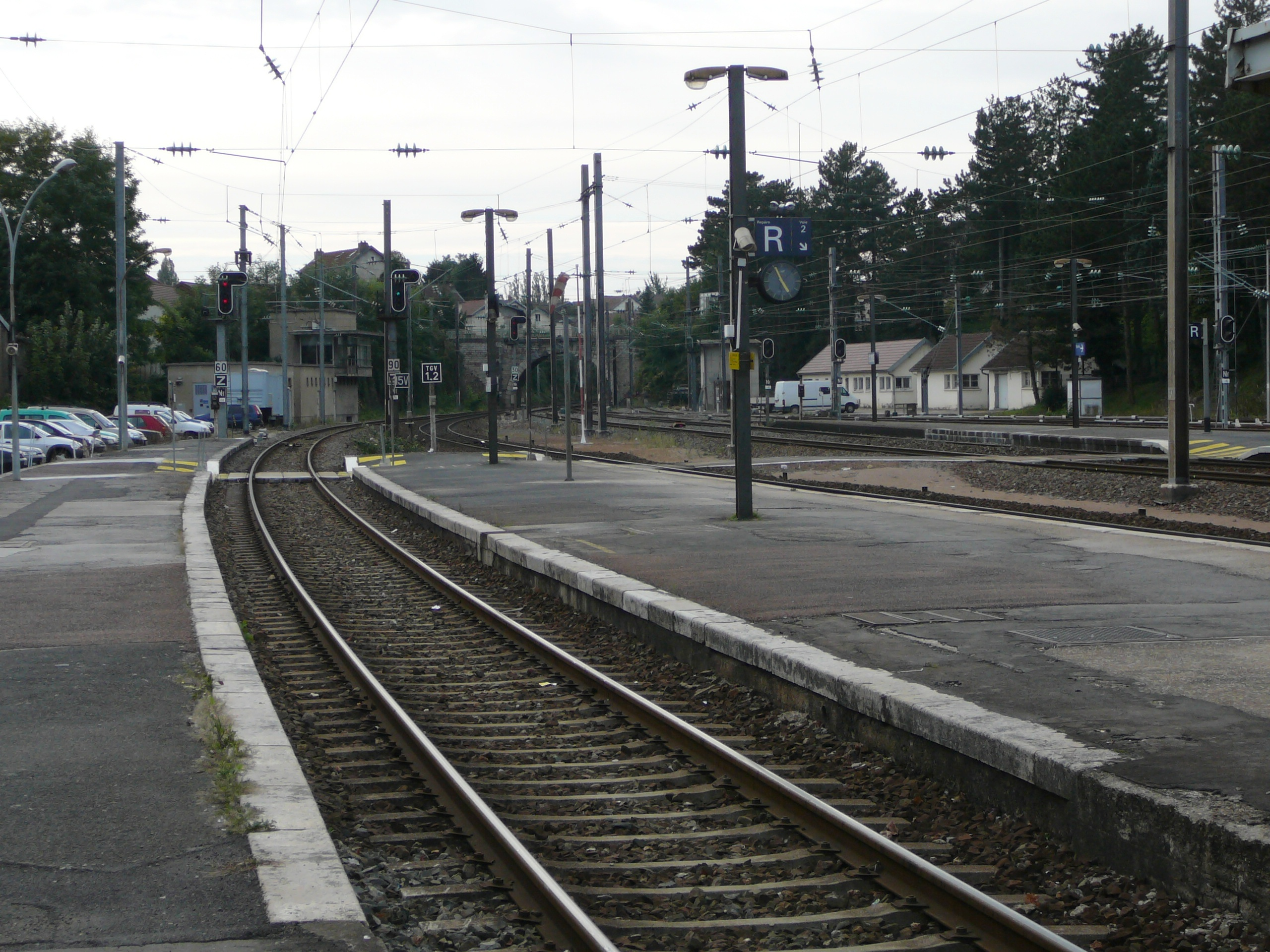
Vue des Voies en direction de Dijon et vue sur le poste 1 en gare de Dole-Ville.

### Section de Dole à Vallorbe
La ligne de Dole à Vallorbe longue d'environ cent kilomètres est une ligne à une voie banalisée. L'ensemble du parcours est électrifié en courant alternatif 25 kV 50 Hz et son alimentation est assuré par les sous-stations de Dole/Brevans, Mesnay/Arbois et Frasne/Mouremboz. Toutes les installations électriques du parcours sont placées sous le contrôle d'un responsable sous-station à Dijon. La gestion des circulations est assurée par un agent Transport à partir de la cabine « Jura » du poste de commandement de Dijon. L'espacement des trains est assuré par le block automatique. La ligne comporte six  voies de croisement/dépassement équipées pour autoriser une vitesse de rentrée et de circulation sur la voie à 60 km/h. Sur le parcours entre Dole-Ville et Arc-et-Senans : Grand-Contour (dans la forêt de Chaux) et Chatelay - Chissey, entre Mouchard et Frasne : Mesnay - Arbois, entre Andelot et Frasne : La Joux, (au cœur de la forêt domaniale de la Joux), entre Frasne et Vallorbe : Vaux-et-Chantegrue et Les Longevilles, ainsi que des parcours de double-voie ; entre Arc-et-Senans et Mouchard, entre Pont-d'Héry et Andelot, entre Boujailles et Frasne. L'ensemble de la ligne, points de croisement/dépassement, points de jonction double-voie/voie unique ainsi que la bifurcation à double-voie d'Arc-et-Senans (de ou vers Franois et Besançon), est télécommandé depuis le poste de commandement de Dijon par une télécommande de type SNCI. Chacune des gares du parcours conserve une possibilité de reprise en commande locale par un poste de type PRS. Les gares de Mouchard, Andelot, Frasne conservent leur autonomie et disposent de leur propre poste d'aiguillage pour assurer la commande des installations dépendant de leur zone d'action. L'accès à la voie banalisée depuis les postes mécaniques de Dole, de Mouchard, de Frasne reste soumis à une autorisation du poste de télécommande de Dijon dont l'effectivité est subordonnée à la libération de l'enclenchement de sens. Le poste directeur de Vallorbe (Suisse) n'est soumis qu'à l'effectivité de l'enclenchement de sens.

#### Sous-section de Dole à Arc-et-Senans
Ce segment de ligne, traversant la forêt de Chaux, d'une longueur d'environ vingt-huit kilomètres, au profil et au tracé relativement faciles autorise une vitesse maximale de 160 km/h. Il supporte environ une trentaine de circulations par vingt-quatre heures comprenant les circulations TGV (de et vers la Suisse) et les TER. Les points d'arrêt voyageurs du segment de ligne sont : la gare de Grand-Contour, la gare de Montbarrey et la gare de Chatelay - Chissey. Il dessert la localité de Montbarrey, localité comptant environ trois cents habitants. Une distance d'environ cinq kilomètres sépare le point de croisement/dépassement de la gare de Chatelay - Chissey du point de dédoublement voie unique/double voie et à la bifurcation d'Arc-et-Senans, (ligne Besançon-Mouchard-Lons-le-Saunier-Bourg-en-Bresse), franchie en talon dans le sens impair.

Dole — Arc-et-Senans
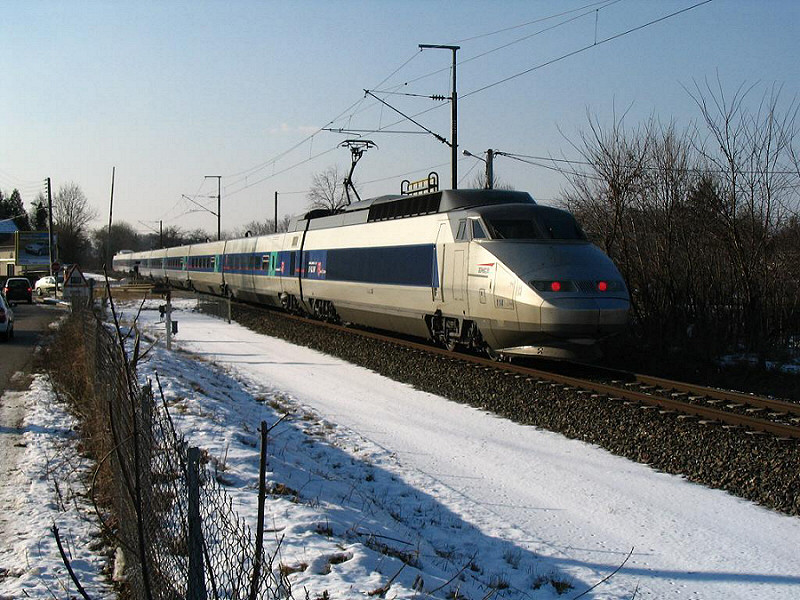
Un TGV anciennement « Ligne de Cœur » à proximité de Dole.
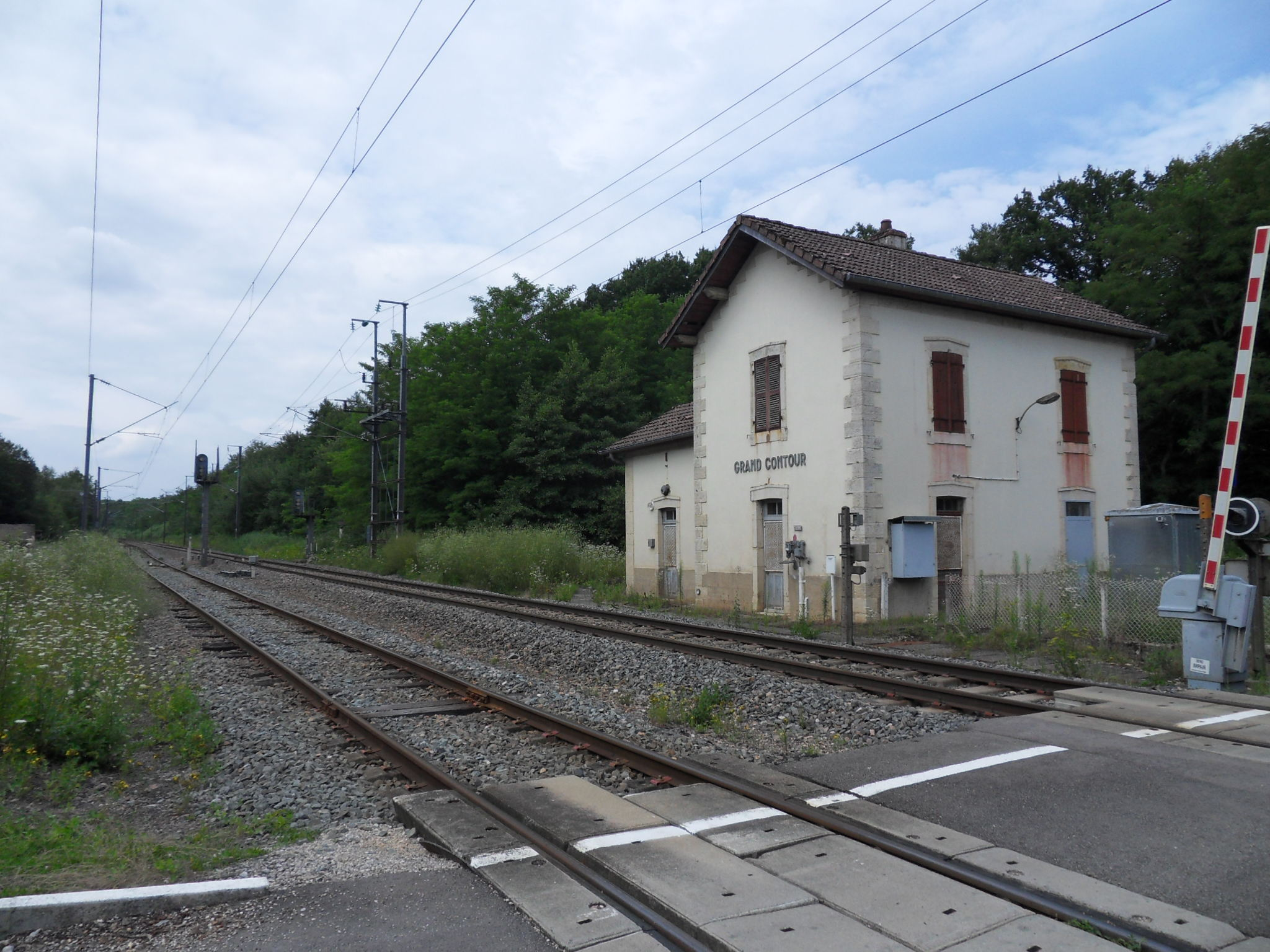
Ancienne halte de Grand-Contour qui n'est plus desservie depuis 1996.
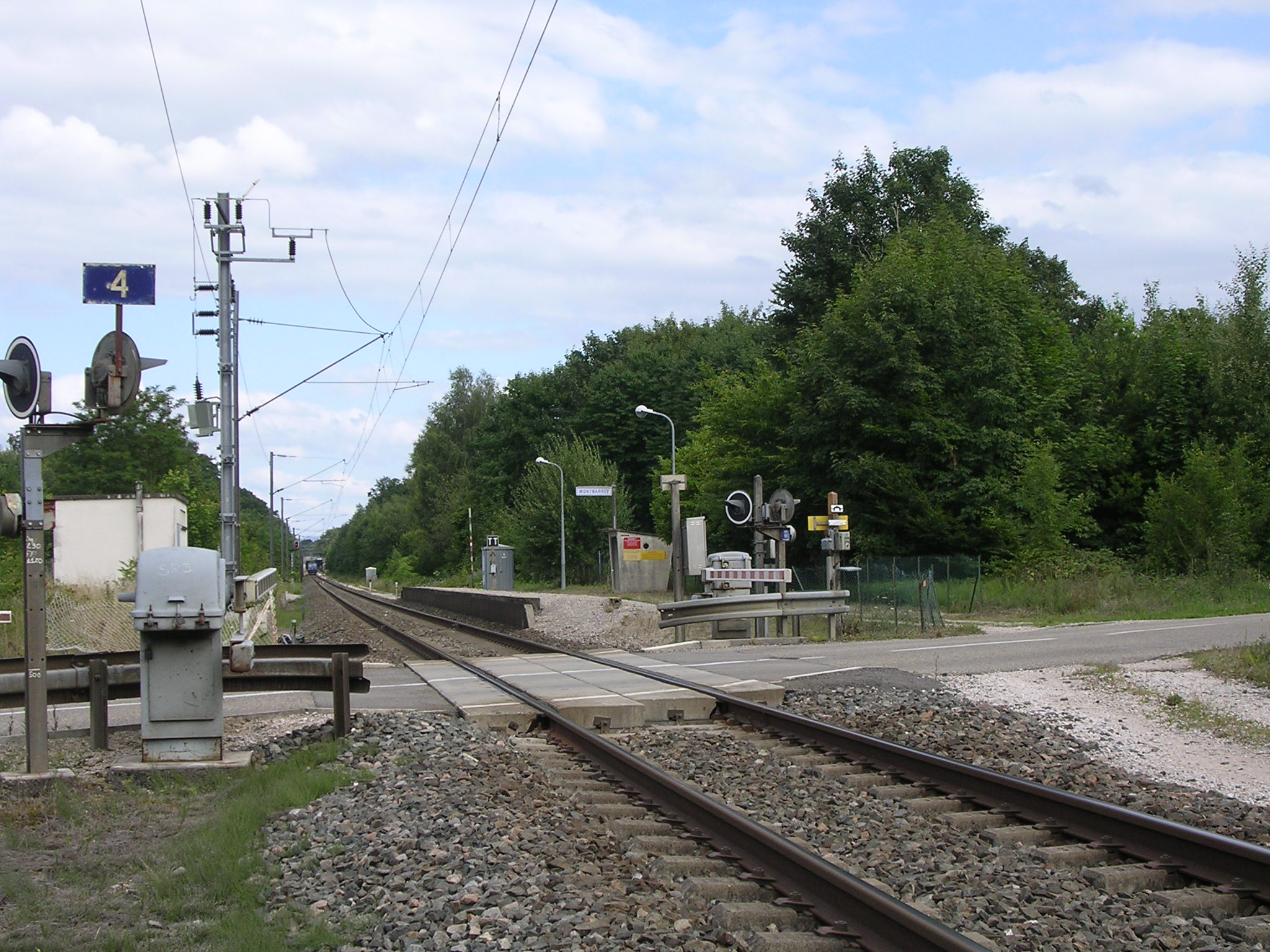
La gare de Montbarrey.
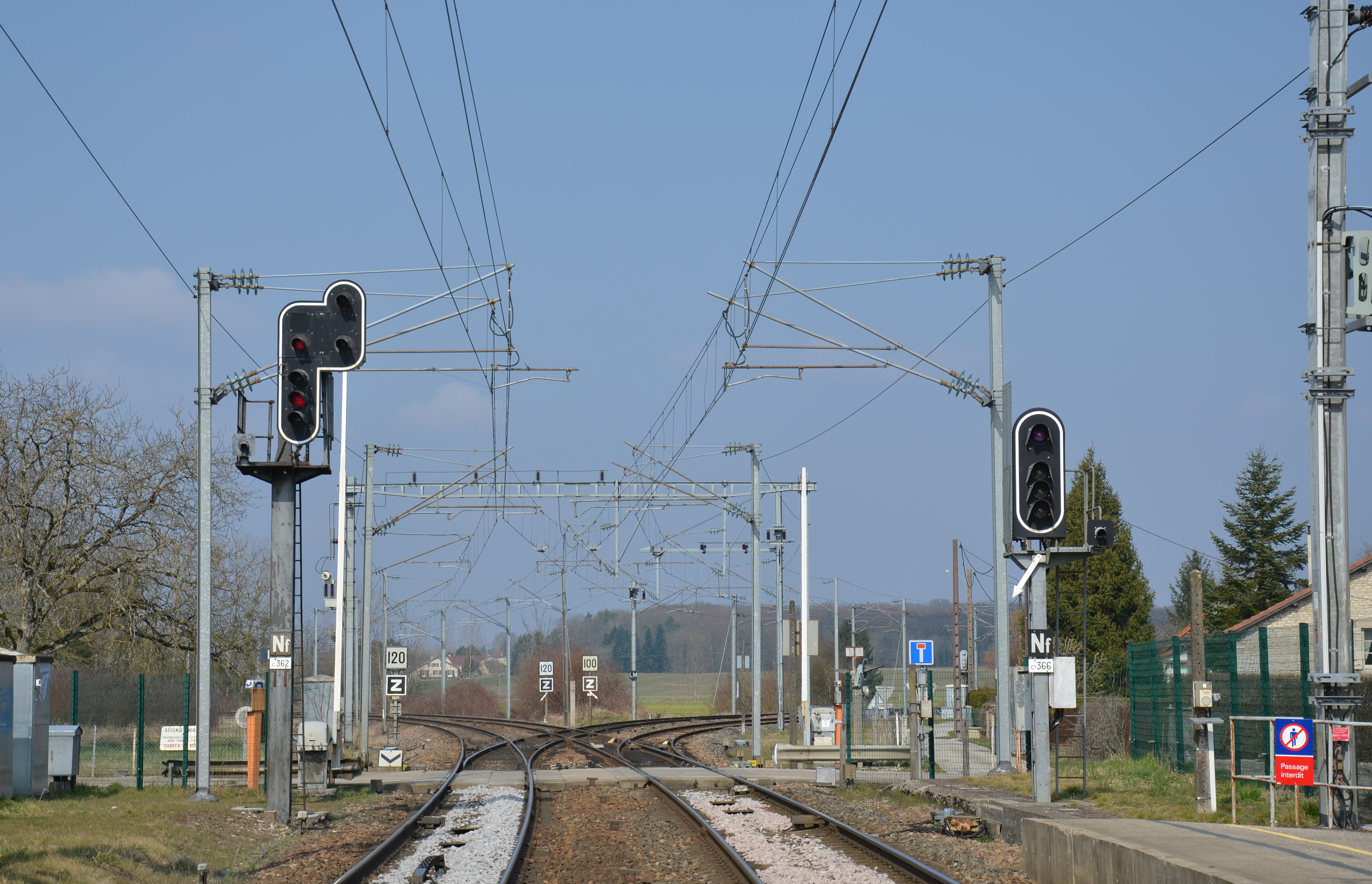
La bifurcation de la gare d'Arc-et-Senans vue vers Dole et Besançon.

#### Sous-section d'Arc-et-Senans à Frasne
Le profil difficile de la ligne commence sur le parcours à double voie d'environ six kilomètres qui sépare la gare d'Arc-et-Senans de la gare de Mouchard où il présente sur toute sa longueur une pente/rampe néanmoins limitée à environ 10 mm/m. La vitesse limite maximale autorisée reste fixée, sur ce parcours, à 150 km/h. Le parcours de montagne qui reçoit environ une trentaine de circulations par vingt-quatre heures, commence à la sortie de la gare de Mouchard, côté Vallorbe, où la ligne retrouve la voie banalisée et commence la « montée de Mesnay ». Le parcours d'environ vingt-trois kilomètres qui sépare Mouchard de Pont-d'Héry, avant d'accéder au  « premier plateau » et de retrouver un parcours de double voie, y est difficile. Le profil atteint et même dépasse par endroits des valeurs de 20 mm/m sur la presque totalité du parcours, rendu plus difficile encore à franchir dans le sens Dole-Vallorbe par des courbes au rayon très serré, conditions de circulation que l'hiver aux conditions très rudes aggrave notablement. Ce qui en fait un lieu de test traditionnel des nouvelles motrices TGV, TER et intégrant le parc de la SNCF. Les tunnels y sont nombreux. Le franchissement du viaduc de Montigny-lès-Arsures permet d'observer un magnifique panorama sur les vignes du Jura et la ville d'Arbois visibles en contrebas. Les vitesses maximales autorisées sur ce parcours pour les circulations TGV, varient approximativement de 90 (sur les sept kilomètres les plus difficiles, entre les Pk 399 et 407) à 140 km/h. Le parcours ne comporte que la gare de croisement/dépassement de Mesnay - Arbois. La gare de Pont-d'Héry n'est plus en service depuis 1996, elle commande maintenant la jonction double voie/voie unique. La ligne arrive ensuite en gare d'Andelot, gare de bifurcation vers la très belle ligne de montagne de Andelot à (Oyonnax) La Cluse dite aussi ligne des hirondelles. La ligne s'est élevée d'environ trois cents mètres depuis Mouchard.

Mouchard — Andelot
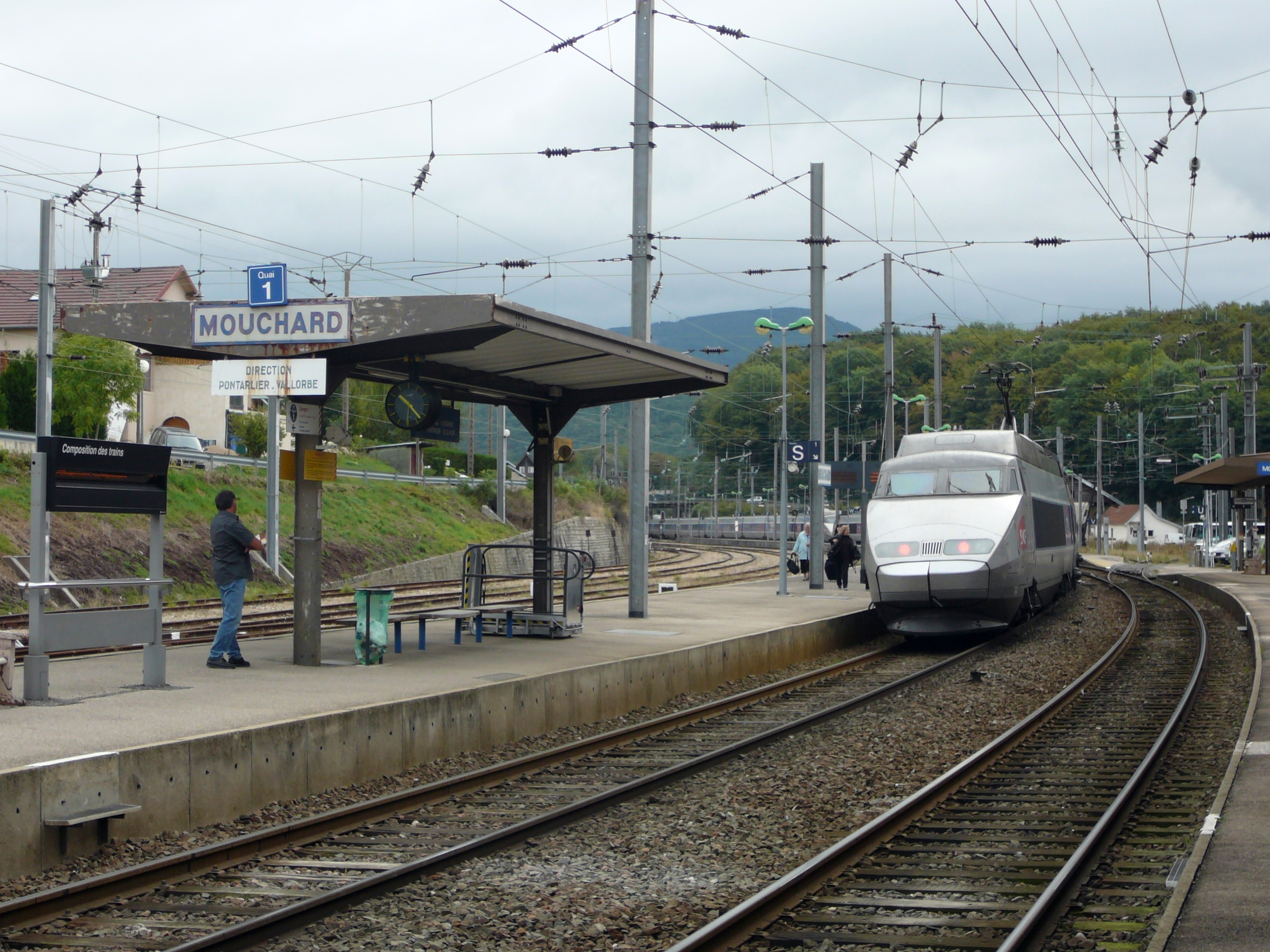
Un TGV en gare de Mouchard.
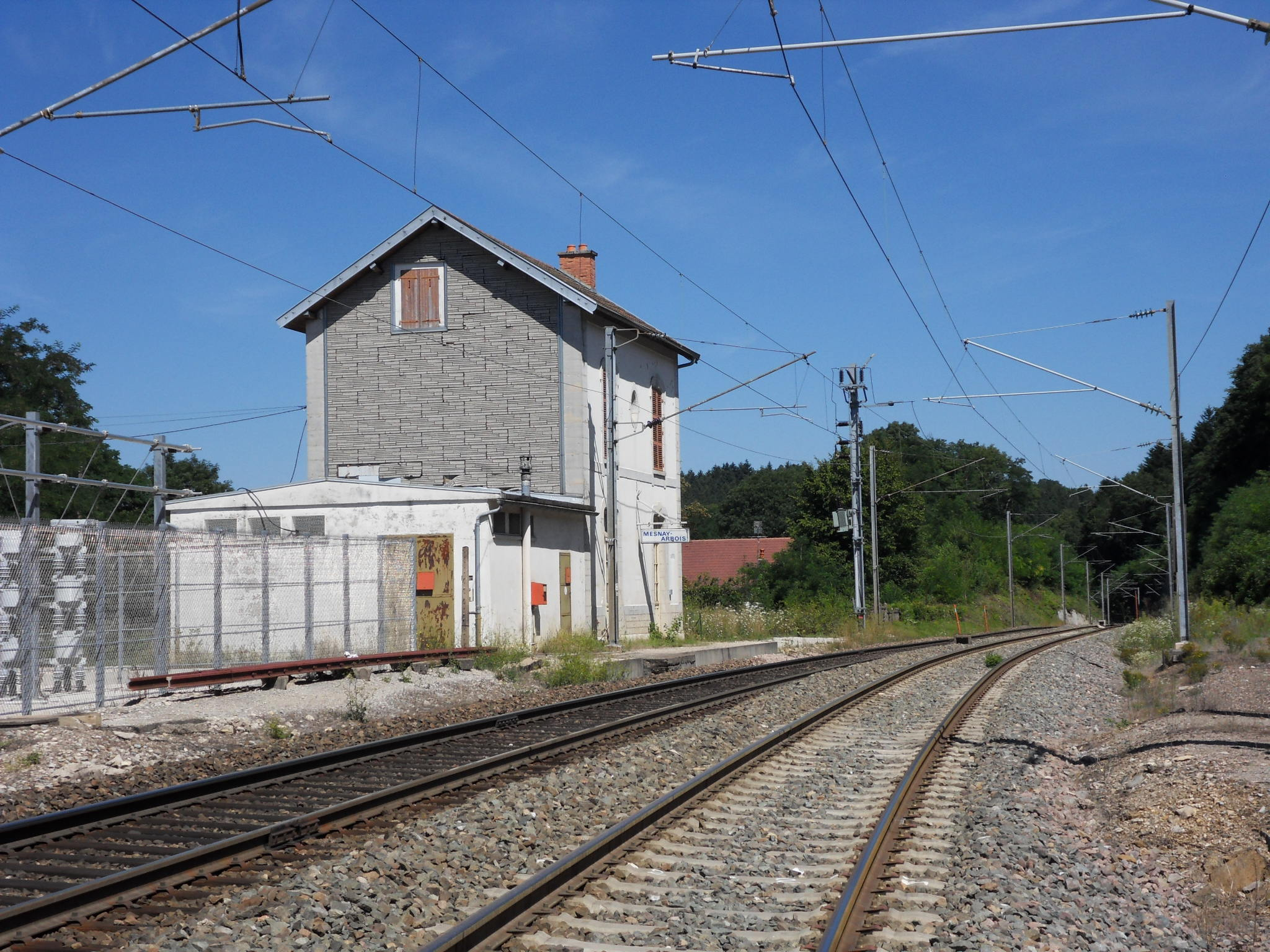
La gare de Mesnay - Arbois et sa sous-station électrique.
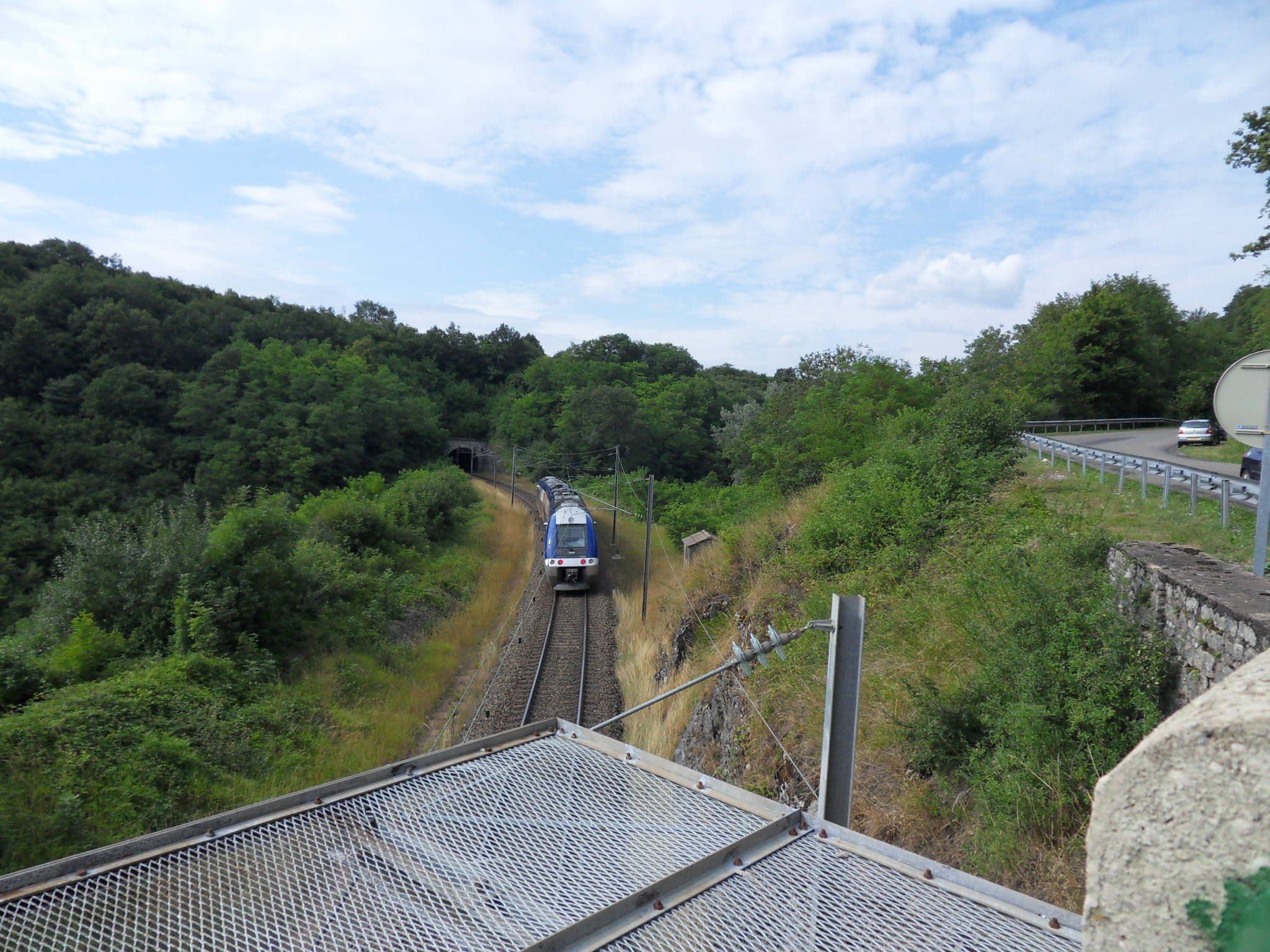
Un autorail au sortir du tunnel des Écomboles no 1.
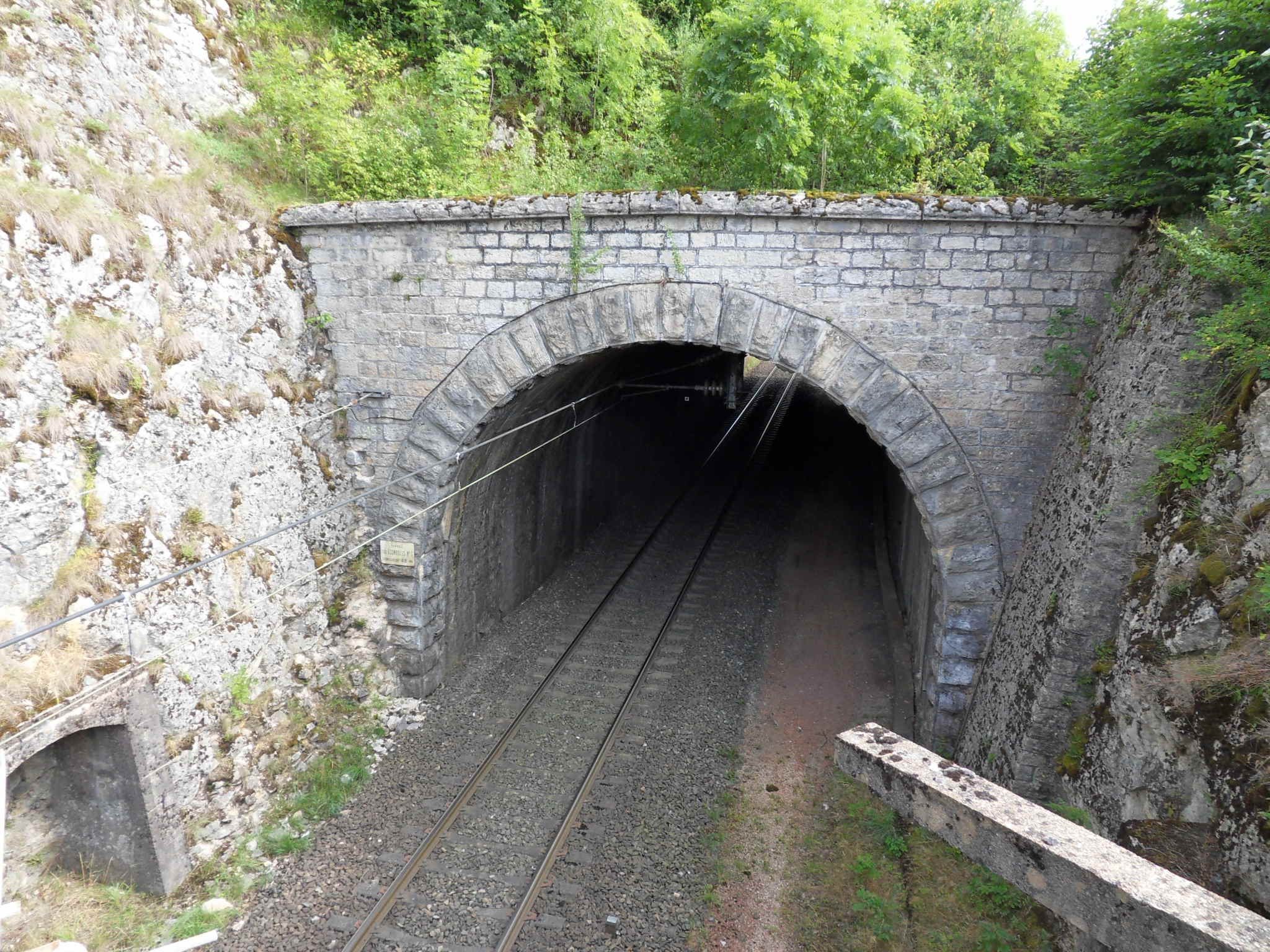
Vue de la tête du tunnel des Écomboles no 1 côté Mesnay - Arbois.
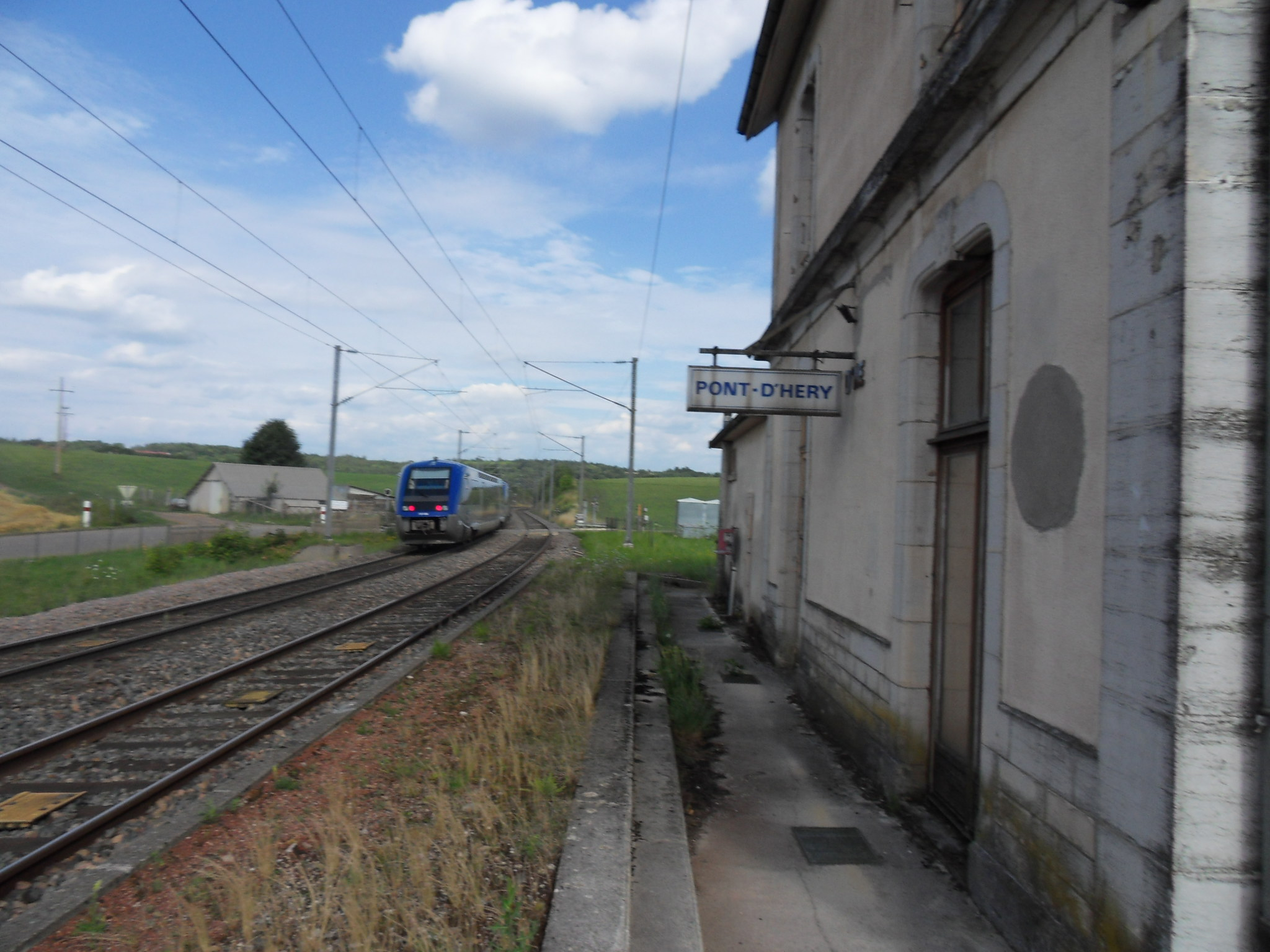
L'ancienne gare de Pont-d'Héry.
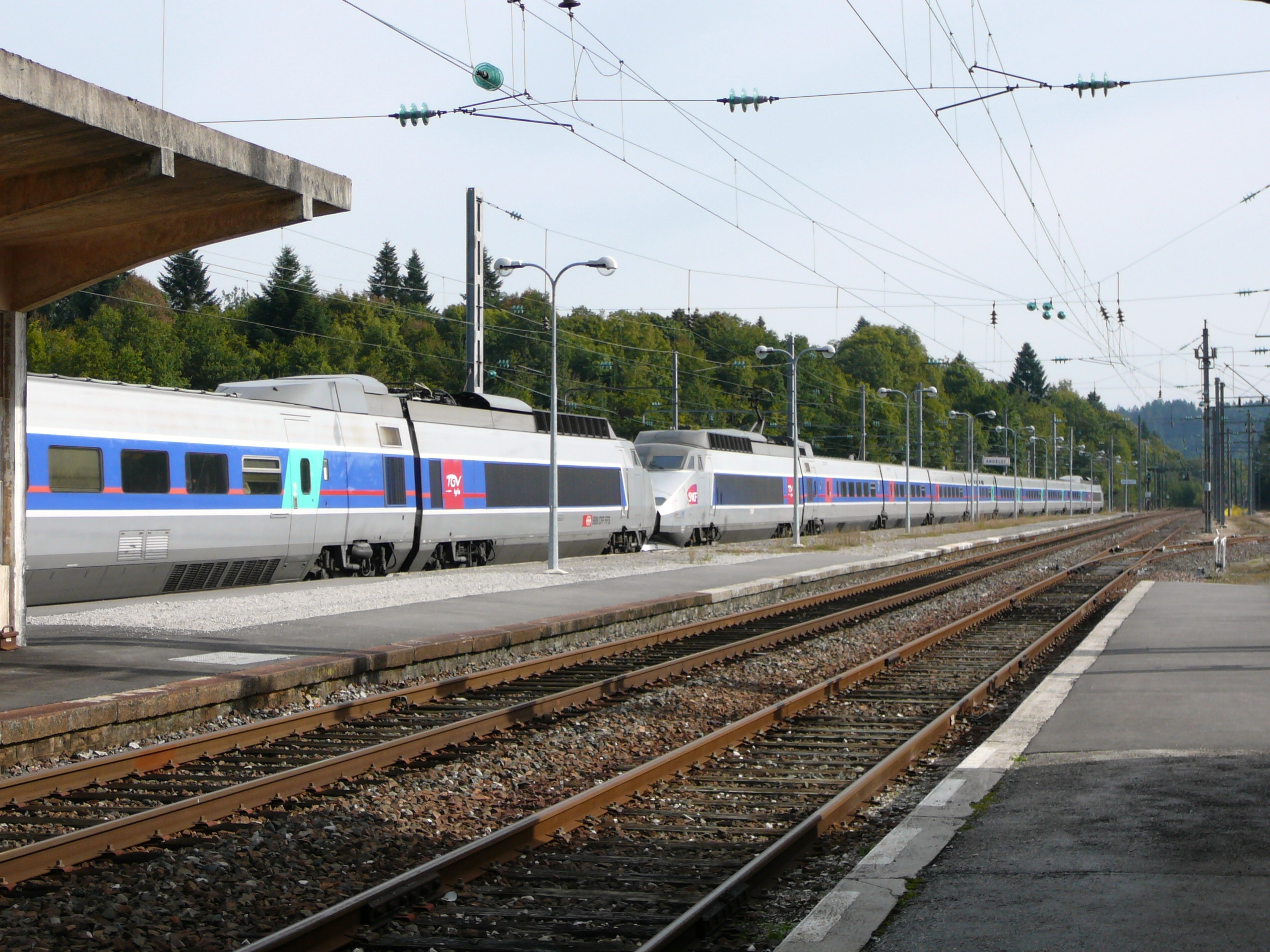
Un TGV en gare d'Andelot.
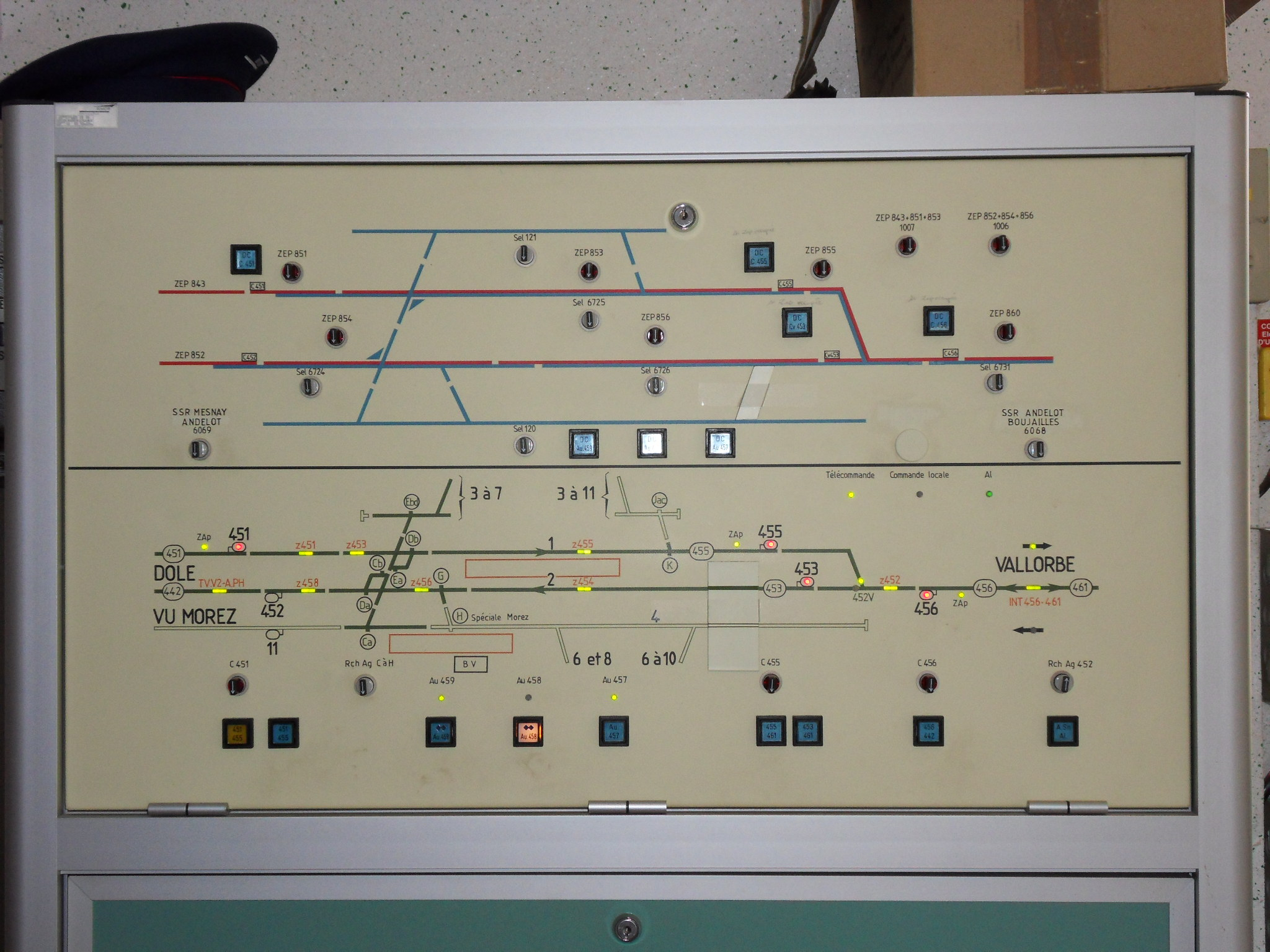
Le poste d'aiguillage de la gare d'Andelot.

Le profil de la ligne s'adoucit sur six kilomètres environ à partir de Pont-d'Héry jusqu'à la sortie côté Frasne de la gare d'Andelot. Les déclivités qui varient entre 0 et 6 mm/m restent sur des valeurs d'une ligne de plaine et permettaient aux locomotives à vapeur (au temps difficile de la vapeur) de « reprendre leur souffle » avant de reprendre leurs efforts pour franchir le dénivelé d'environ 200-220 mètres sur les vingt-quatre kilomètres qui séparent Andelot de Frasne. Les tunnels ne sont qu'au nombre de deux. Comme sur le parcours de Mesnay - Arbois à Andelot, des déclivités approchant les 20 mm/m sont présentes. Le profil moyen des vingt-quatre kilomètres avoisine les 10 mm/m. Après avoir franchi la gare de La Joux où les installations télécommandées depuis le poste de commandement de Dijon permettent d'effectuer des croisements ou des dépassements, et traversé la forêt de la Joux, la ligne retrouve à Boujailles un parcours à double voie qui la conduit jusqu'à la gare de Frasne où elle culmine à l'altitude de huit-cent-cinquante-huit mètres. Ce segment de ligne supporte environ une vingtaine de circulations voyageurs par jour.

Andelot — Frasne
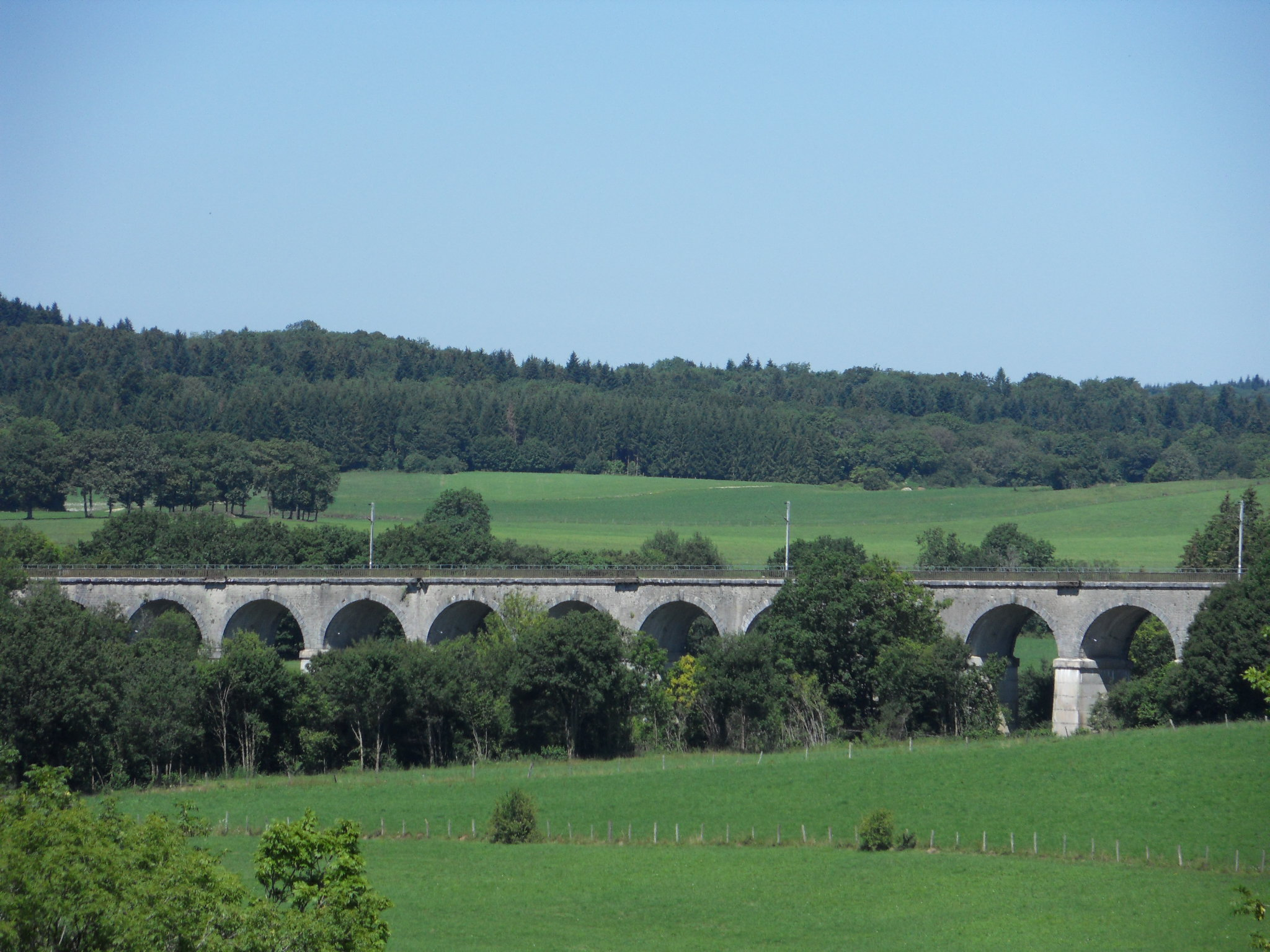
Le viaduc d'Andelot entre Andelot et La Joux.
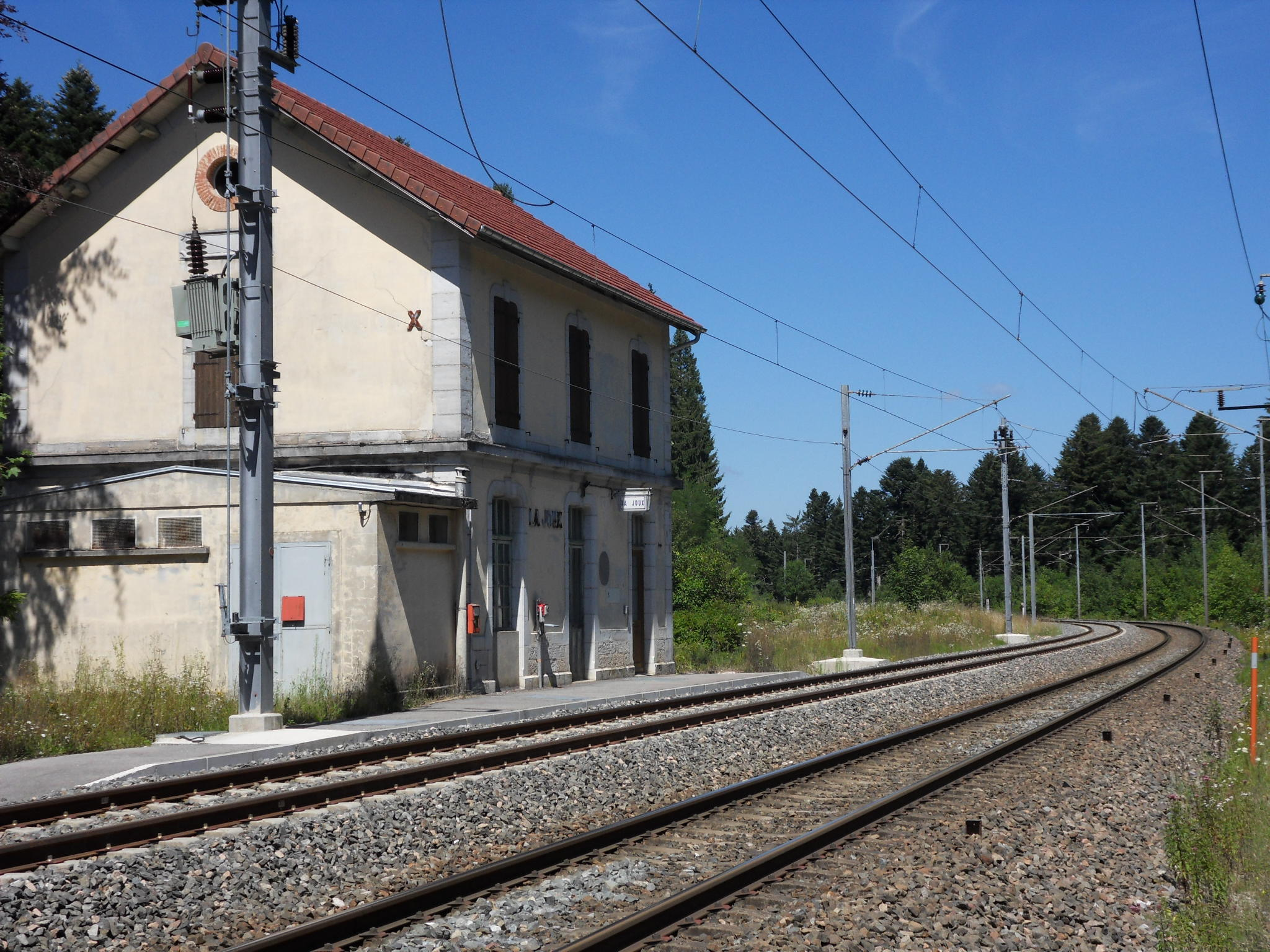
Le bâtiment voyageurs de la gare de La Joux.
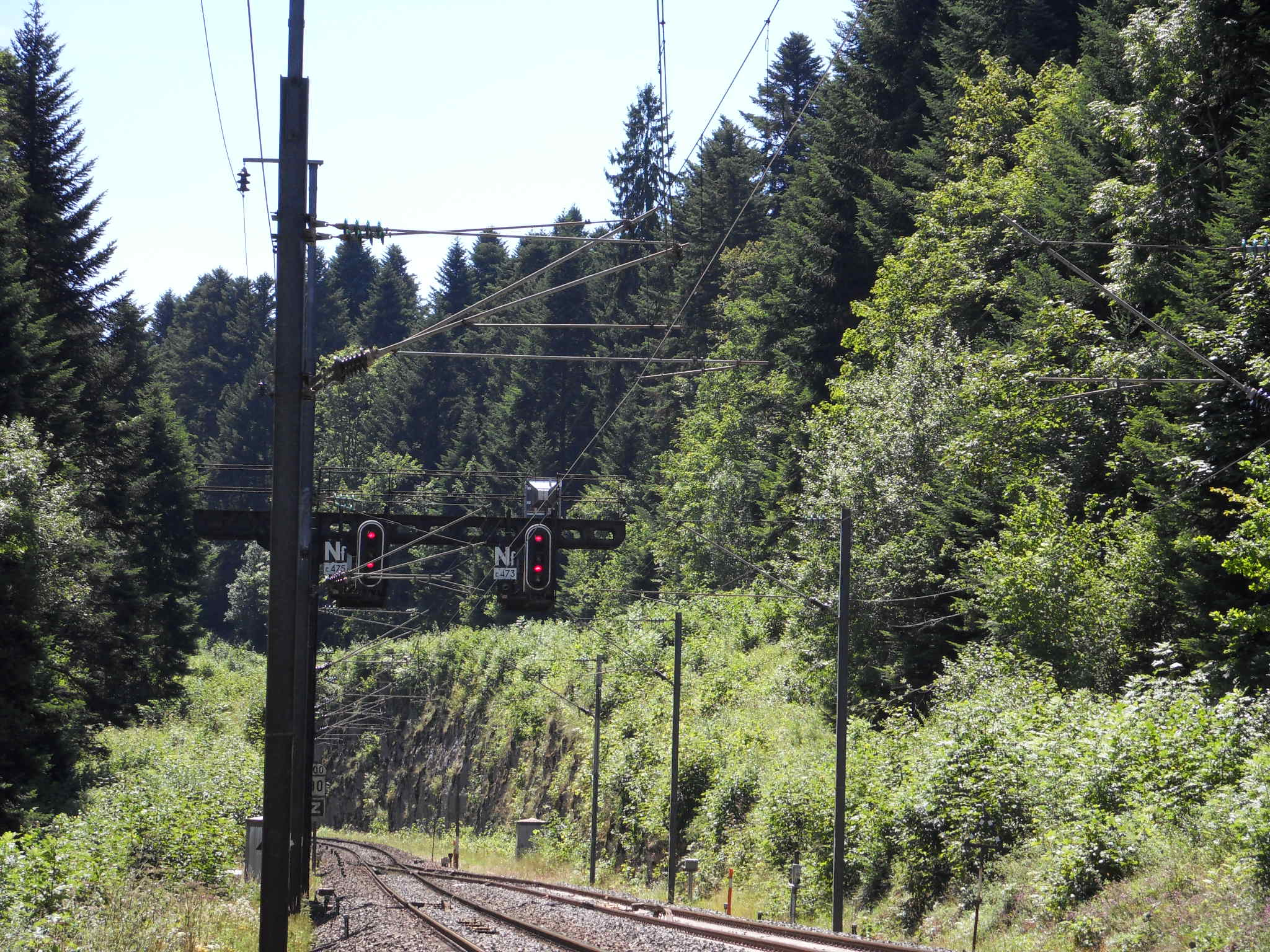
Vue des voies vers Boujailles.
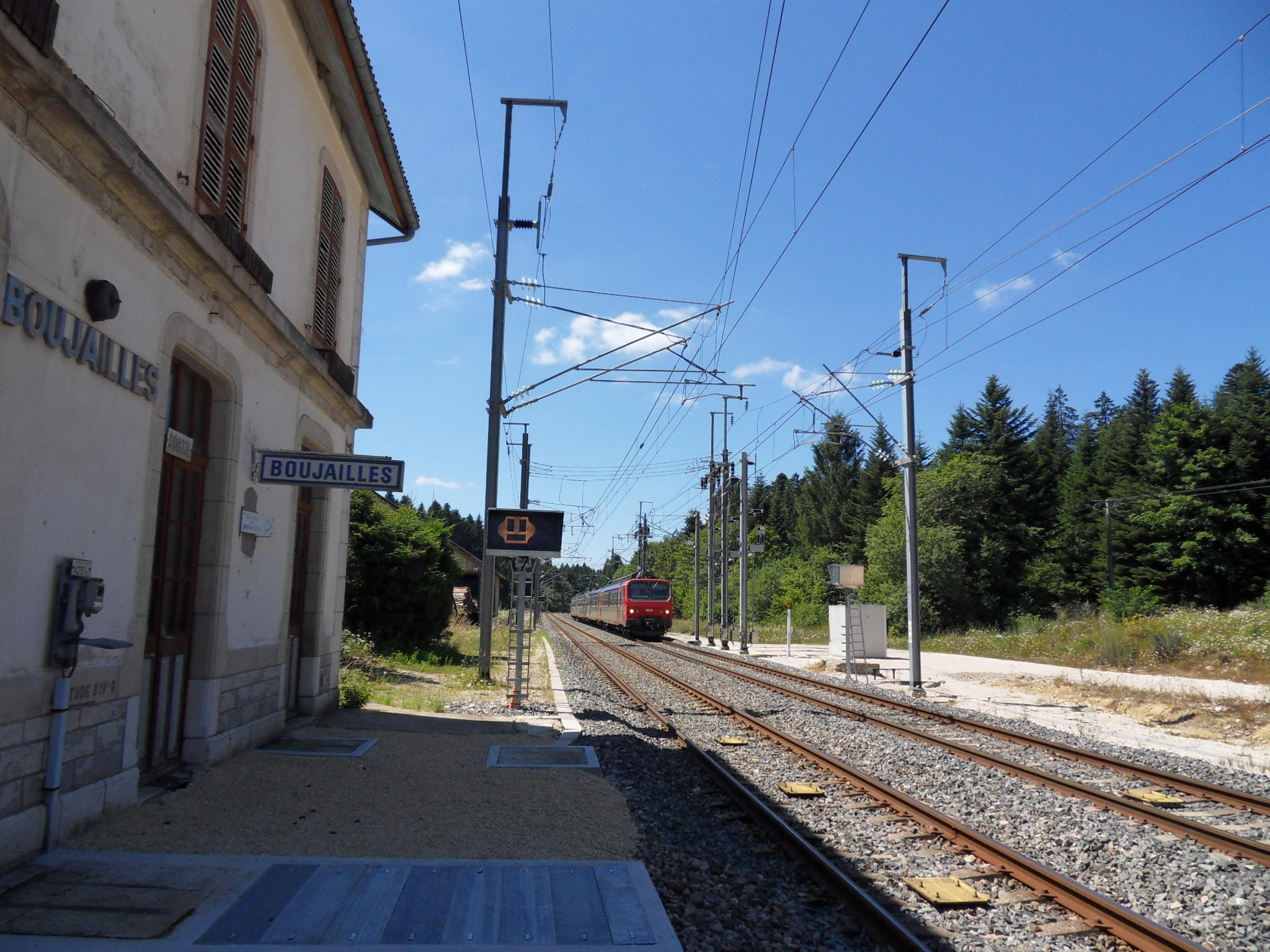
Une Z2 en gare de Boujailles.

#### Sous-section de Frasne à Vallorbe
La gare de Frasne située dans le département du Doubs permet aux circulations de prendre la direction de Pontarlier avec continuation soit sur Neuchâtel et Berne, soit sur Vallorbe. La bifurcation se situe à l'extrémité côté est de la gare. L'ensemble des installations de la gare est commandé par un poste mécanique de type "Saxby 1900" mis en service en 1957. Le segment de ligne vers Vallorbe, à une voie banalisée, est long d'environ vingt-cinq kilomètres. Le profil de la ligne en direction de Vallorbe est plus favorable que ceux de l'ensemble du parcours Mouchard-Frasne. Dans le sens Frasne-Vallorbe, les rampes présentent des valeurs maximales de 14/15 mm/m  et seulement sur de courtes longueurs. Le profil le plus difficile sur cette section de ligne se situe dans le sens pair (Vallorbe-Frasne). Il est d'une valeur de 15 au départ de la gare de Vallorbe et 13 mm/m, sur toute la longueur des 6 098 mètres du tunnel du Mont-d'Or. Ce segment de ligne traverse la commune de Vaux-et-Chantegrue (non desservie par fer), puis celle de Labergement-Sainte-Marie avec sa vue sur le lac de Remoray et enfin parcourt les gorges du Fourpéret pour atteindre les Longevilles-Mont-d'Or, localité bien connue des amateurs de ski. Les localités de Vaux et des Longevilles ne sont plus desservies par fer, mais par autocars TER SNCF. Les croisements ou dépassements de trains sur cette section de ligne sont possibles grâce aux installations de Vaux-et-Chantegrue et des Longevilles, télécommandées, comme les autres gares de la ligne, depuis le poste de commandement de Dijon avec possibilité de reprise en commande locale. Ce segment de ligne ne voit plus passer de circulations fret et supporte environ une dizaine de circulations voyageurs. La vitesse maximale autorisée sur ce parcours est de 160 km/h sur les quatre kilomètres qui séparent Labergement-Sainte-Marie et Vaux-et-Chantegrue (sens pair et sens impair) et de 140 km/h sur le reste du parcours.
La section Frasne-Vallorbe, comprenant le tunnel sous le mont d'Or, n'a été mise en service qu'en mai 1915, obligeant auparavant les trains Paris-Lausanne à passer par Pontarlier et à emprunter la ligne de Pontarlier à Vallorbe via Le Frambourg, Fontaine-Ronde et Les Hôpitaux-Neufs - Jougne, ligne aujourd'hui déposée.

La section Frasne-Vallorbe a fêté son centenaire du 14 au 17 mai 2015 avec un ensemble de festivités réparties sur les 5 communes de la ligne.

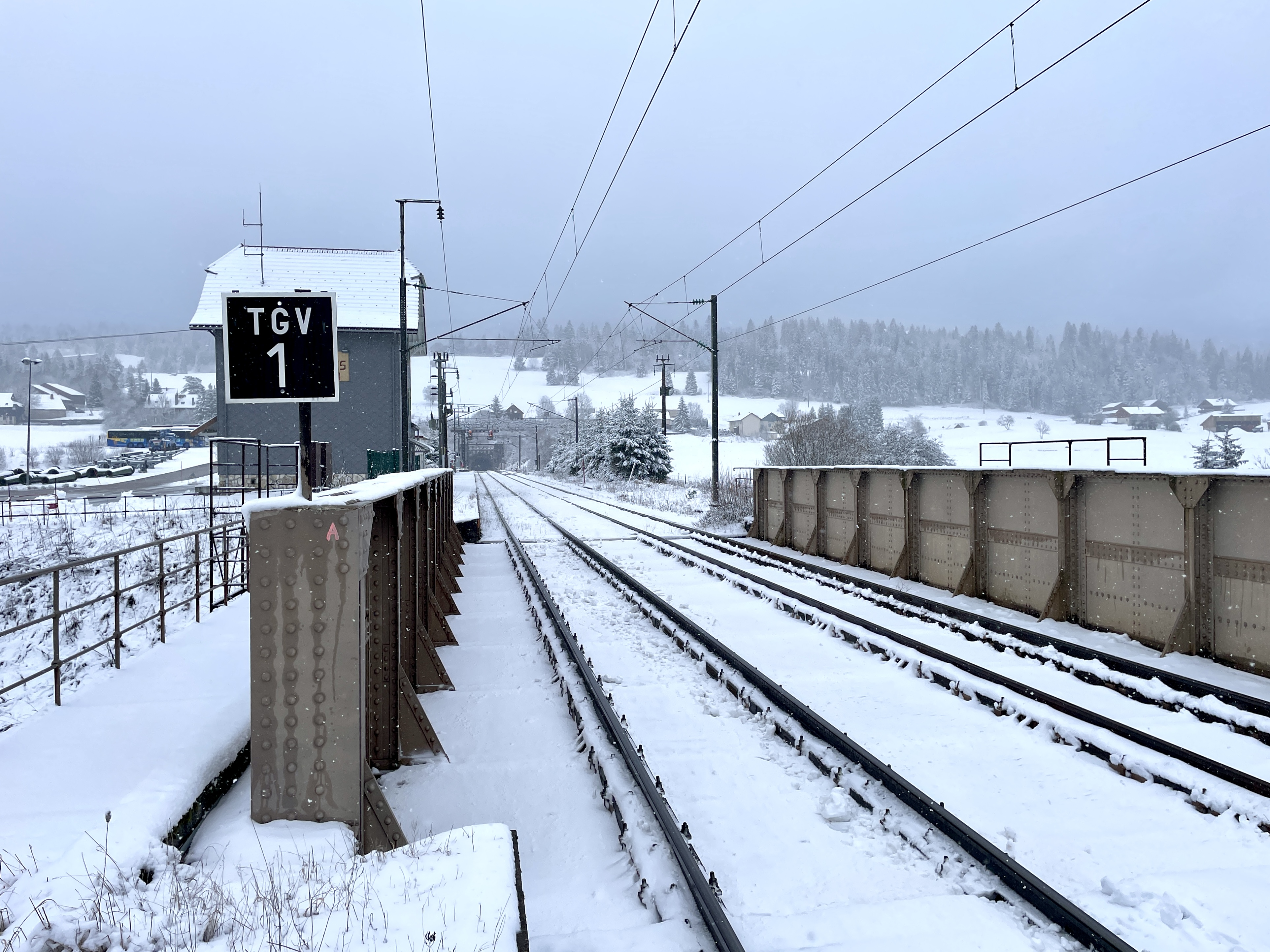
Ligne Dijon-Vallorbe en Gare des Longevilles - Rochejean

### Amélioration des temps de parcours
Dans le cadre du projet de l'amélioration du raccordement de la Suisse aux lignes européennes à grande vitesse, les gouvernements suisses et français ont signé le 25 août 2005 un accord portant sur un programme de travaux visant à réduire le temps de parcours entre la gare de Paris-Lyon et Lausanne ou Neuchâtel. La Suisse s'est engagée à financer la moitié des coûts, estimés à 37 millions d'euros.
Les travaux réalisés en 2009, consistant à améliorer la qualité de la voie (remplacement de traverses, de ballast ou de rail, reprises de certaines courbes) ainsi qu'à renforcer l'alimentation électrique entre Mouchard et Frasne, ont permis une réduction des temps de parcours. Les TGV ont pu réaliser des  vitesses plus performantes notamment dans les fortes rampes du parcours et ont obtenu des meilleures accélérations à la sortie des nombreux ralentissements imposés par une voie aux rayons de courbure serrés. Le gain de temps qui découle de ces améliorations a permis de  gagner environ une quinzaine de minutes sur la relation Paris-Lausanne.
À partir de juin 2018, les TGV Euroduplex/TGV 2N de Lyria pourront emprunter cet itinéraire pour la relation Paris-Lausanne, après la fin des travaux de mise au gabarit de 4 tunnels suisses entre Vallorbe et Daillens. Le coût de cette opération, financée par la Suisse, est de 9,32 millions de francs suisses. Les travaux ont commencé en octobre 2015. La capacité de transports de cette relation en sera ainsi renforcée . De son côté, SNCF Réseau (ex RFF) a engagé en 2018 une série de travaux devant durer jusqu'à fin 2021 pour améliorer la signalisation de Dole - Vallorbe et la rattacher au nouveau PAI de Dijon (coût estimé de plus de 30 millions d' euros).
Pour une amélioration future des temps de parcours, tout dépendra - côté français - de la réalisation de la branche Ouest de la LGV Rhin-Rhône (Dijon-Montbard), et d'une éventuelle mise à 200 km/h de Dijon-Dole. Le temps de parcours des TGV Paris-Lausanne pourrait encore être amélioré de 20 minutes, soit un Paris-Lausanne en 3 h 10.

Frasne — Vallorbe
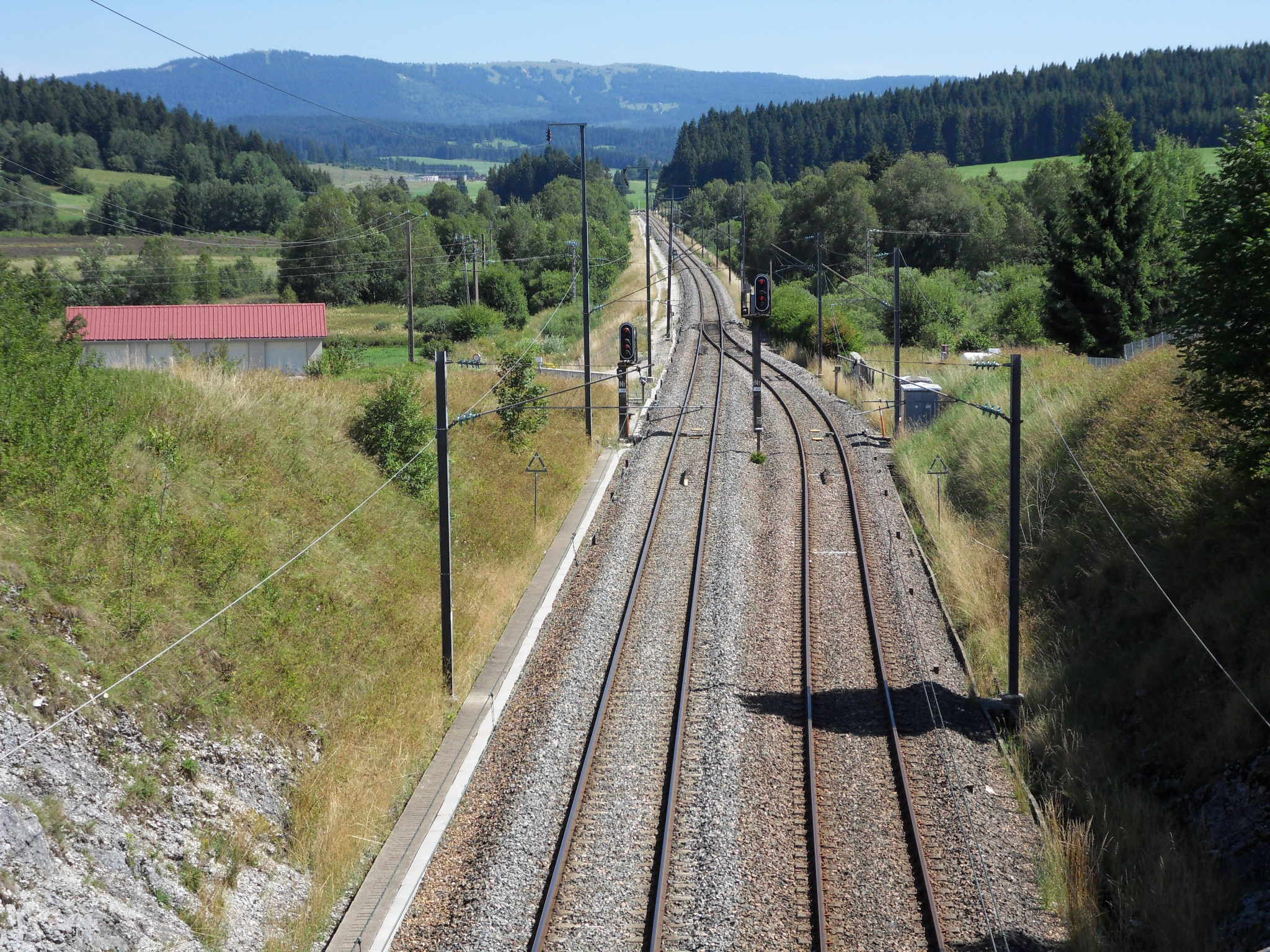
Vue des voies en gare de Vaux-et-Chantegrue en direction de Vallorbe.
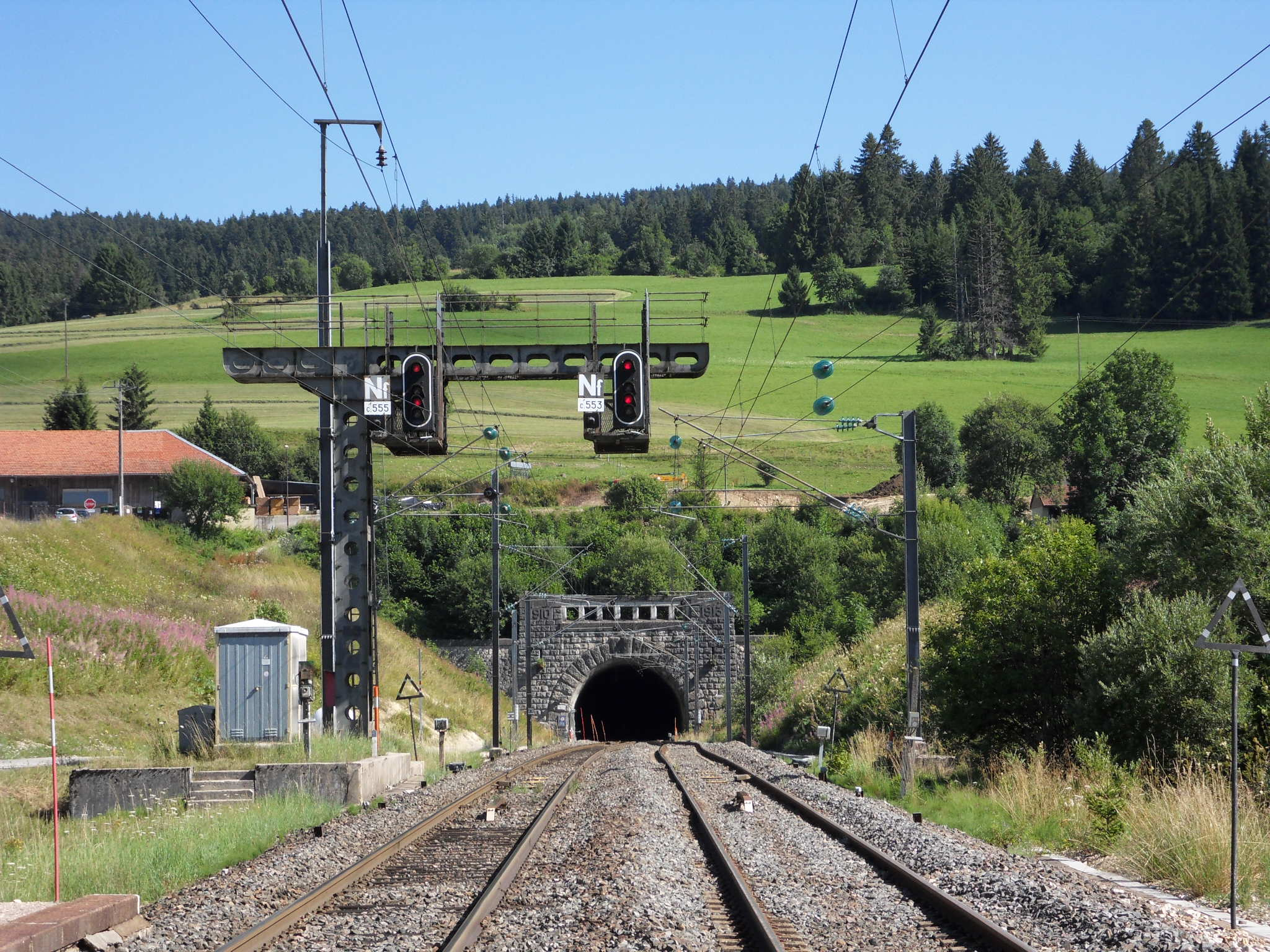
Longevilles-Mont-d'Or Tunnel du Mont-d'Or. Tête côté France
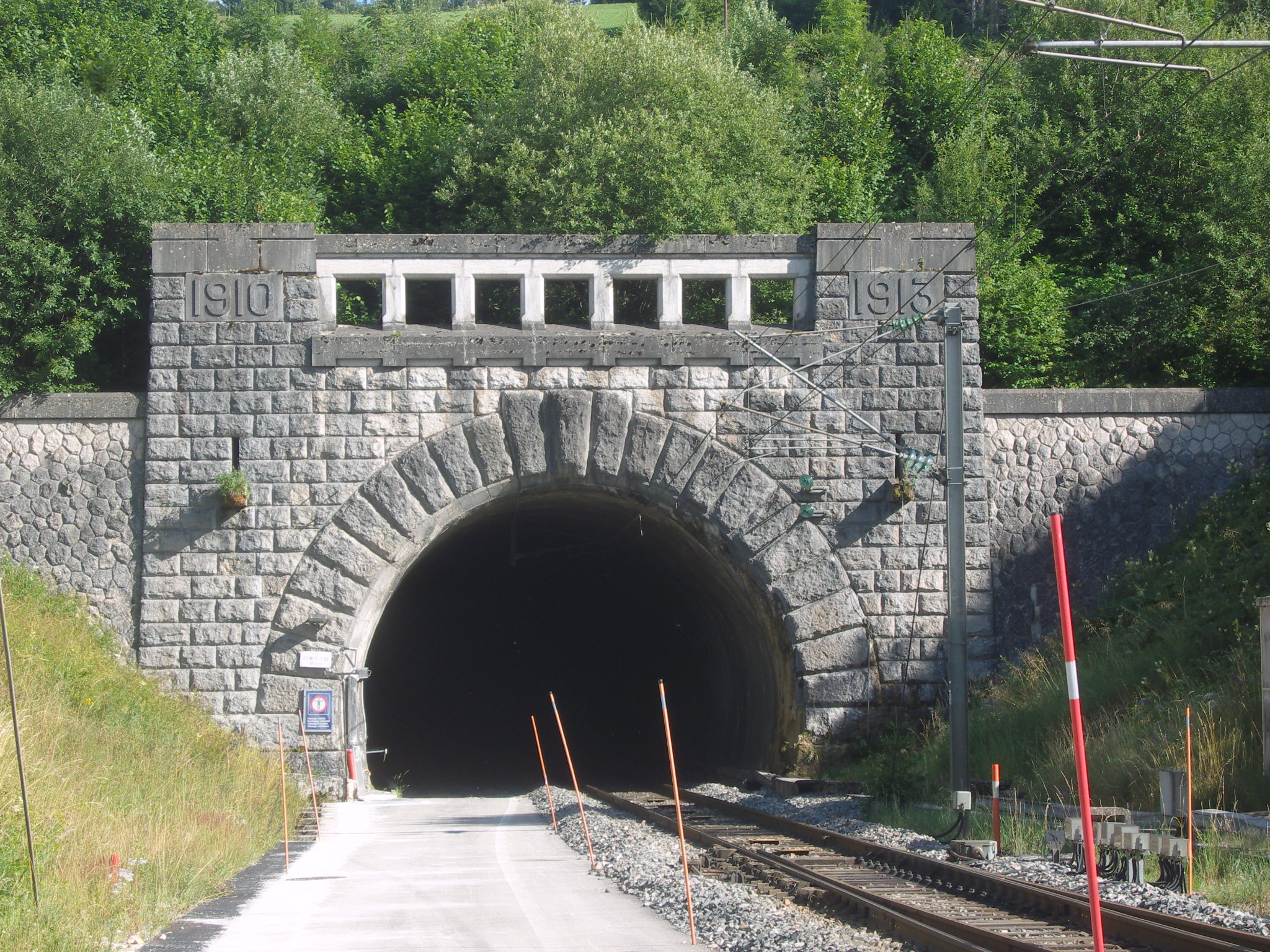
Vue de la tête du tunnel du Mont-d'Or en gare des Longevilles - Rochejean.
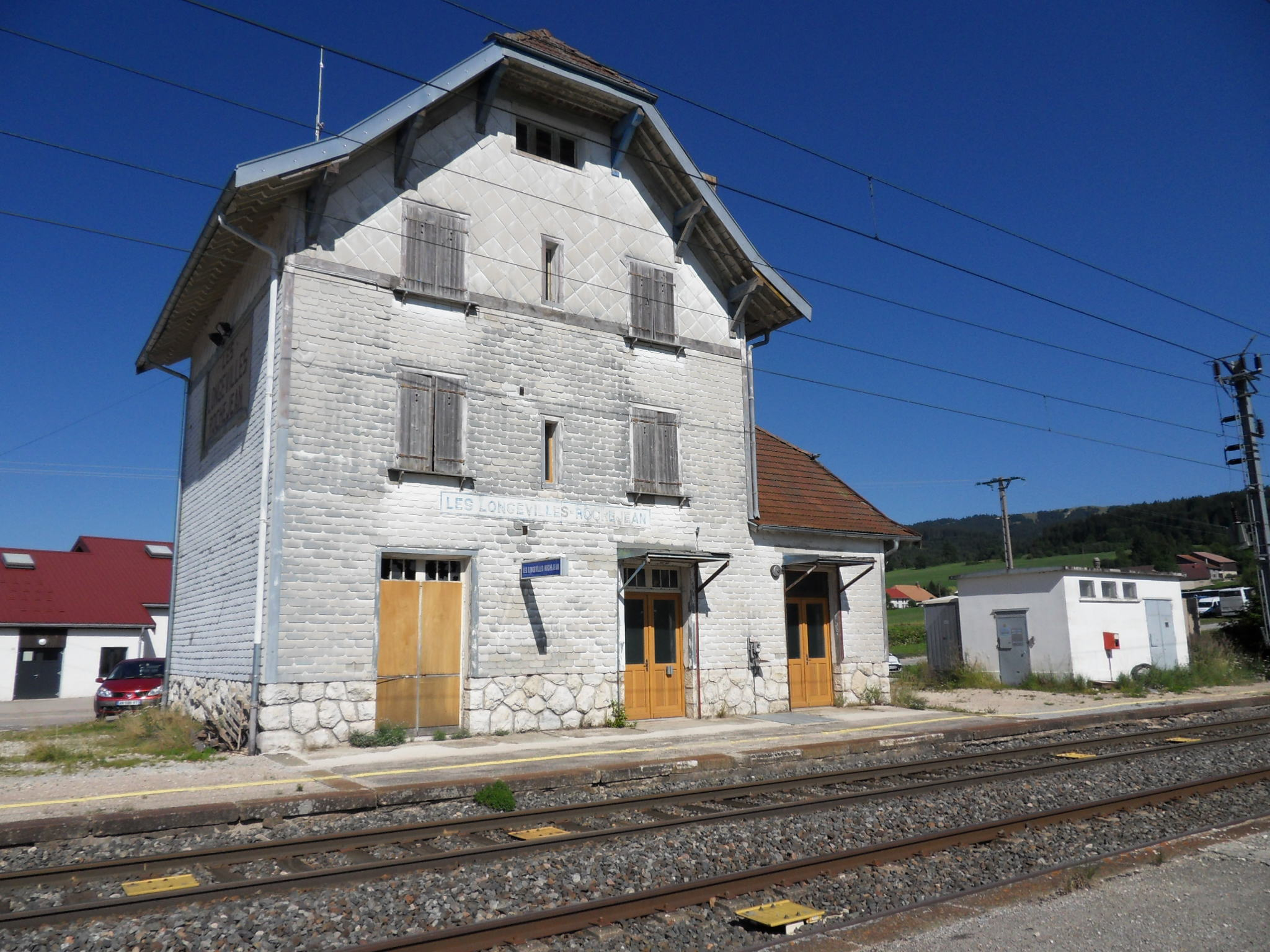
Le bâtiment voyageurs de la gare des Longevilles - Rochejean.
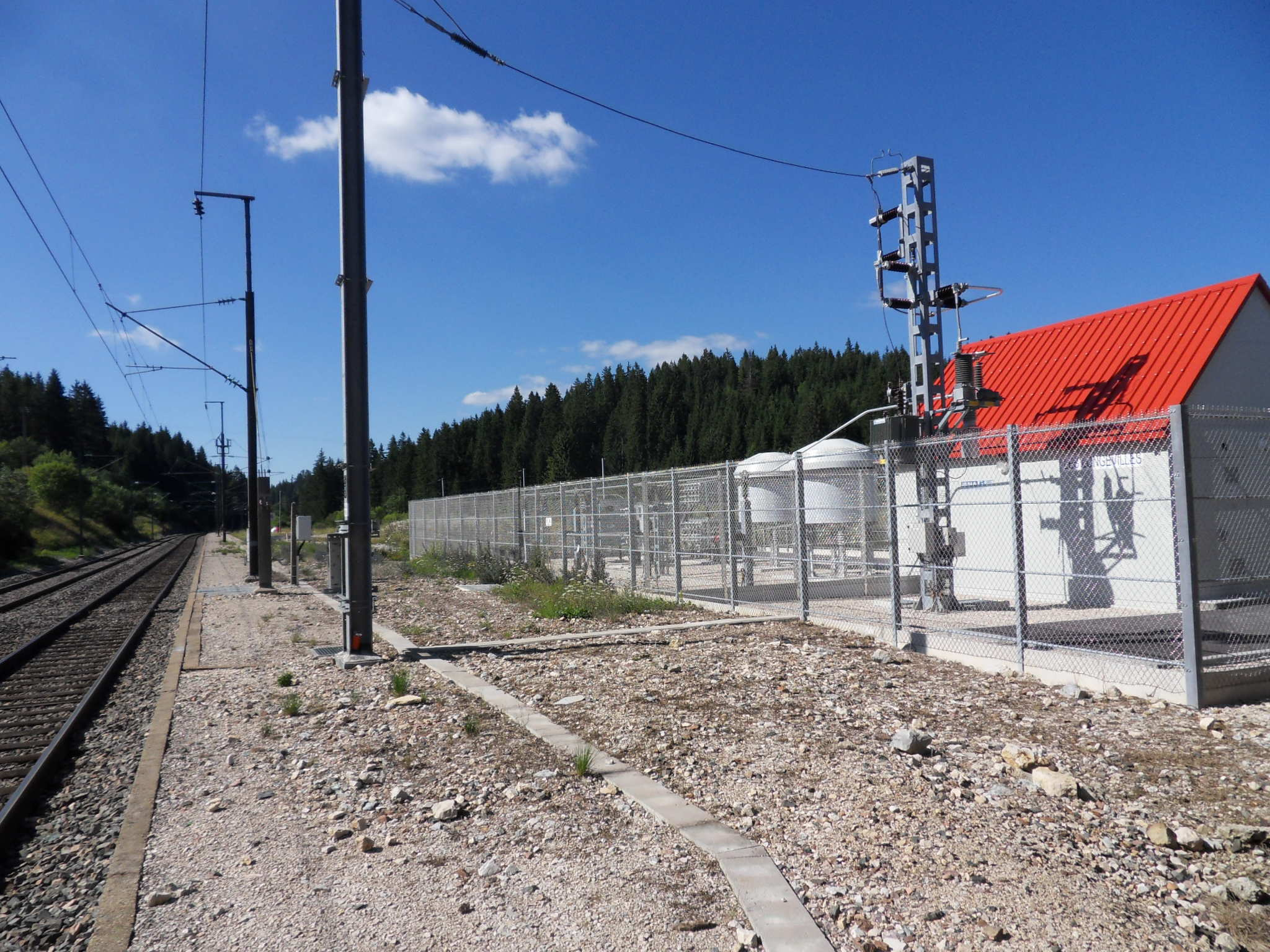
Le survolteur de la gare des Longevilles - Rochejean.
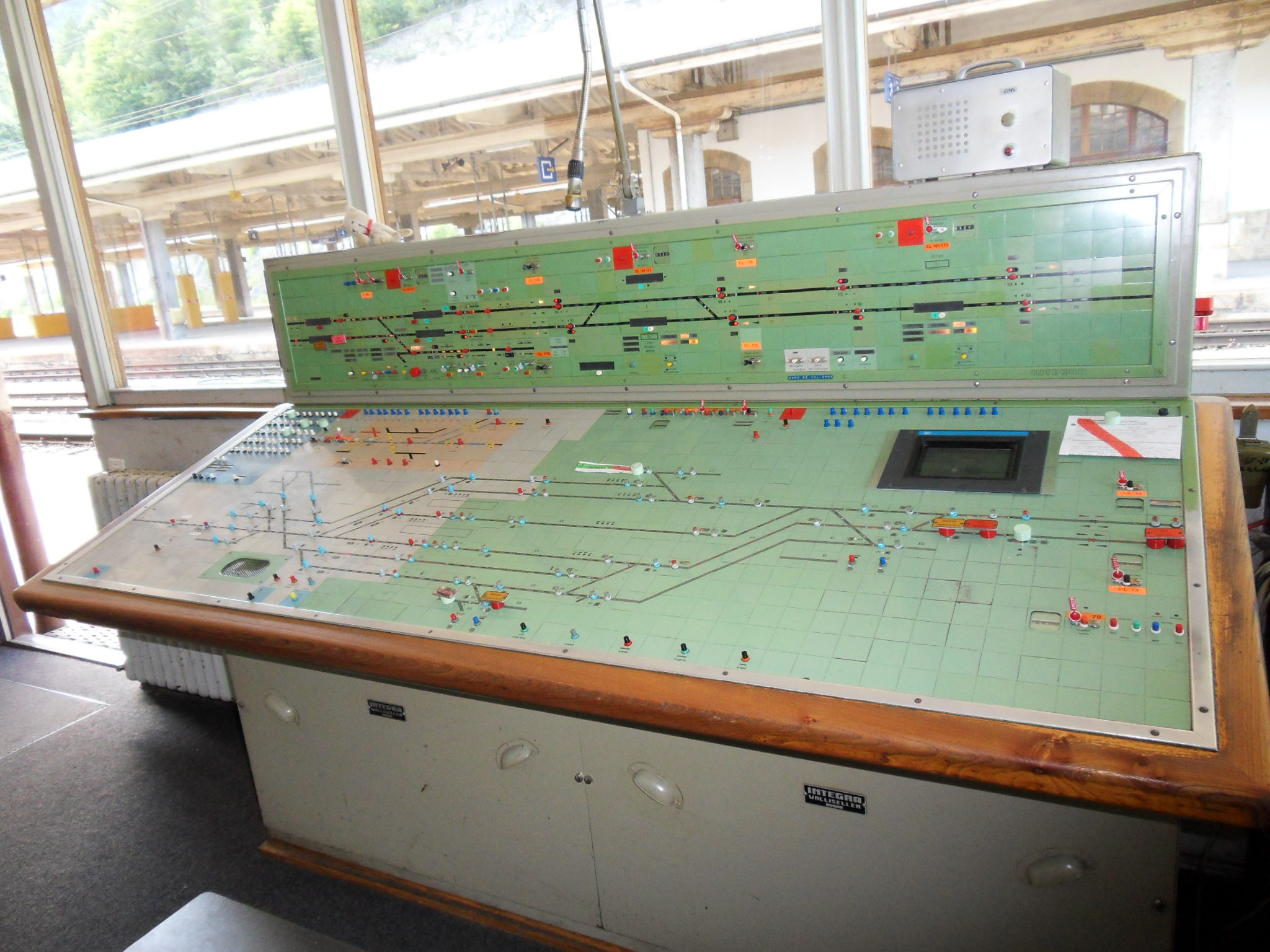
Poste d'aiguillage de la gare de Vallorbe.